# Chronologie du terrorisme palestinien

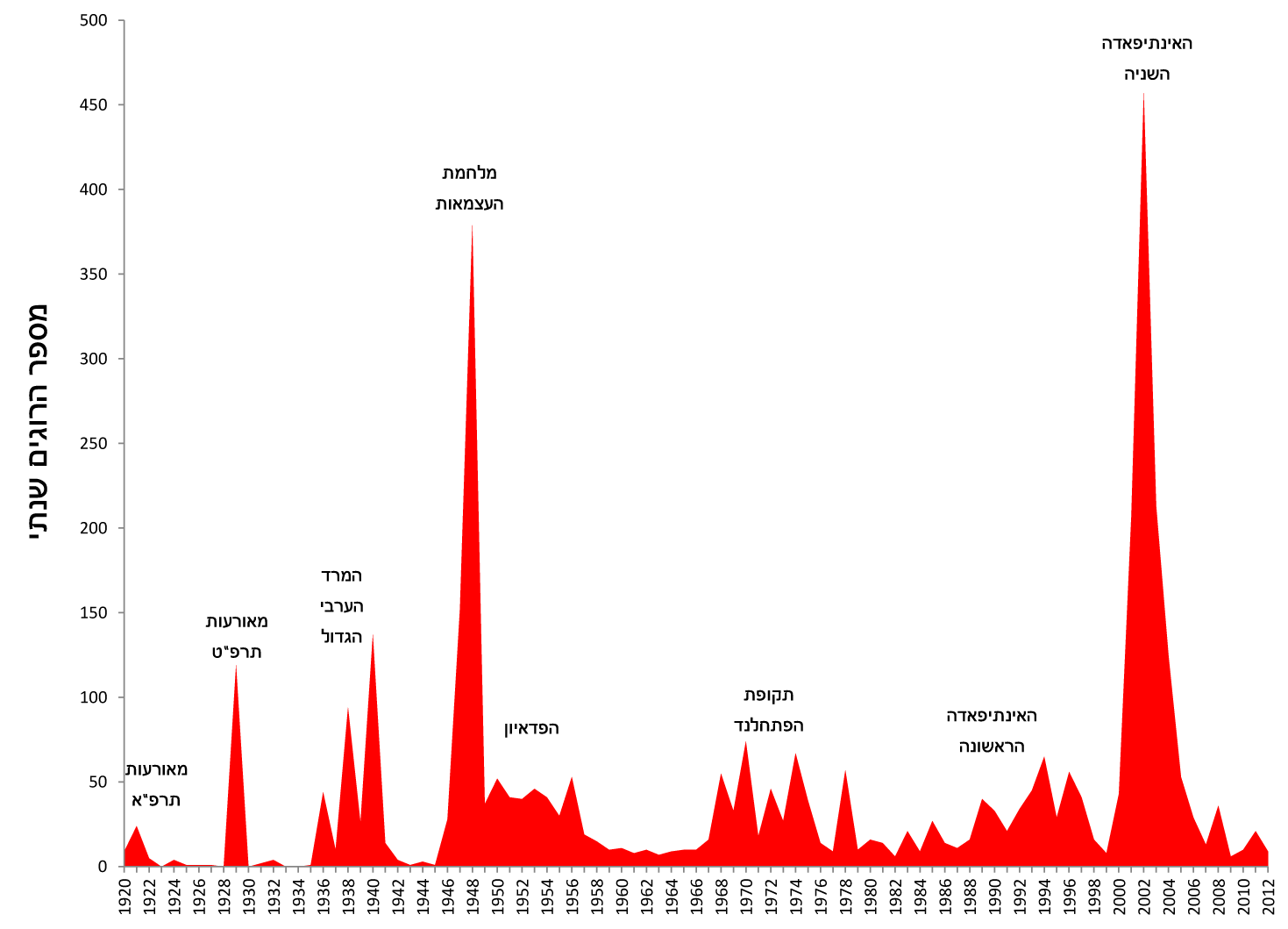
Graphique représentant l'évolution du nombre de morts à la suite d'attaques terroristes, depuis 1920 sous le mandat britannique et jusqu'en 2012 en Israël.

La chronologie du terrorisme palestinien présente une liste chronologique d'actes terroristes palestiniens dans le cadre du conflit israélo-palestinien depuis 1949 jusqu'à nos jours.
Le terrorisme palestinien démarre au cours de la Guerre civile de 1947-1948 en Palestine mandataire mais ne devient notoire dans les médias occidentaux qu'à la fin des années 1960, à l'occasion d'actes de piraterie et de prise d'otages. À partir de 1968, il se traduit par le détournement d'avions civils, des prises d'otages, des attaques contre différentes infrastructures et des attentats. Durant la Seconde intifada, il prend la forme d'attentats, dont des attentats-suicides, contre des cibles civiles et militaires.

## Liste d'attentats
Dès les années 1950, des activistes palestiniens mènent des actions terroristes, telles que le reconnaissent les pays occidentaux comme les États-Unis et l'Union européenne. 
Dans les années 1970 et 1980, le terrorisme palestinien est à son apogée. La liste des attentats commandités en Europe par des terroristes au nom de la cause palestinienne est considérable. La liste comprend les attentats palestiniens ayant fait des victimes civiles israéliennes majoritairement. 
L’attentat aux jeux Olympiques de Munich en 1972 fait partie d’une longue série de massacres. Ils sévissent dans les aéroports d’Europe et d’Israël. Des avions sont détournés, des fusillades éclatent dans les terminaux, des grenades sont lancées dans les salles de transit et des bombes sont déposées dans des avions de ligne. De nombreux civils perdent ainsi la vie.
En France, l’aéroport d’Orly est la cible d’attaques palestiniennes en 1975 et 1978. Les terroristes sévissent également contre les Juifs de différents pays. Les cibles principales sont les synagogues. La Belgique, la France, la Suisse, l’Italie et le Danemark subissent sur leur sol des attaques palestiniennes. En France, les attentats les plus tristement célèbres restent ceux de la rue Copernic (1980) à Paris et de la rue des Rosiers (1982) dans le quartier du Marais.
En 1980, rue Copernic, un membre du Front populaire de libération de la Palestine dépose une bombe en face de la synagogue, pendant les célébrations d'une Bar-Mitsvah. Il y a au total quatre morts, dont deux passants et 40 blessés. Deux ans plus tard, rue des Rosiers, des terroristes du Fatah ouvrent le feu dans le restaurant de delicatessen Jo Goldenberg, après avoir jeté des grenades à l’intérieur. Six morts et 22 blessés sont à déplorer.
Cette série d’attentats à l’étranger est marquée par l’assaut de terroristes du Front de libération de la Palestine sur un navire italien, au cours duquel ils assassinent un vieil homme infirme en fauteuil roulant et jettent son corps à la mer.
Les hommes politiques, diplomates et ambassadeurs sont également la cible des terroristes.
En Israël, les commandos palestiniens parviennent à s’introduire dans le pays et tuent autant de civils que possible. Ils pénètrent dans des habitations et tuent des familles, une crèche dans le nord du pays est prise d’assaut, des bus scolaires sont attaqués, les hôtels deviennent la cible d’attentats, des bombes sont placées dans des autobus, supermarchés, universités et une bombe explose dans un cinéma de Tel-Aviv. Des Arabes israéliens trouvent également la mort dans ces attaques.
La plus tragique d’entre elles reste celle du 15 mai 1974 où trois terroristes du Front populaire de libération de la Palestine, venant du Liban, réussissent à s’introduire dans une école et tuent 22 écoliers ainsi que 3 enseignants et un couple avec leur enfant.

### Principaux attentats palestiniens depuis lesaccords d'Oslo
Chiffres d'après le gouvernement israélien et selon Jewish Virtual Library : 1 434 personnes ont été tuées par la violence et le terrorisme palestiniens depuis septembre 2000. Ne sont pas répertoriés les soldats de Tsahal tués lors des opérations militaires israéliennes.
| Date              | Lieu | Victimes | Événements |
| ----------------- | --- | --- | --- |
| 30 novembre 2023  | Jérusalem | 3 morts, 6 blessés | Attaque à l'arme à feu contre des passants à un arrêt de bus. |
| 5 novembre 2023   | Kiryat Shmona | 1 mort | Un civil est tué par un missile anti-char tiré sur sa voiture depuis le Liban. |
| 2 novembre 2023   | Beit Lid | 1 mort | Un civil israélien est tué par balle dans sa voiture alors qu'il rentait chez lui. |
| 7 octobre 2023    | Kibboutz et différentes localités voisines de la bande de Gaza, et une fête organisée dans les champs du kibboutz Réïm | 1 139 tués dont 766 civils et 373 forces de sécurité, et 247 otages, 5 portés disparus ; viols de femmes, d'hommes, de cadavres, enfants brulés vifs, mutilations et autres actes de torture | Attaque multiple du 7 octobre 2023 Opération Déluge d'al-Aqsa (ʿamaliyyat ṭūfān al-ʾAqṣā) |
| 21 août 2023      | Hébron | 1 mort, 1 blessé | Une femme israélienne est tuée par balle alors qu'elle circule à bord de sa voiture. |
| 19 août 2023      | Huwara | 2 morts | Un père et son fils sont tués à l'arme à feu à une station de lavage |
| 5 août 2023       | Tel Aviv | 1 mort | Attentat à l'arme à feu, un policer municipal tué par balles |
| 20 juin 2023      | Eli | 4 morts, 4 blessés | Attentat à l'arme à feu contre une station-service par des terroristes affiliés au Hamas |
| 30 mai 2023       | Hermesh | 1 mort | Attentat à l'arme à feu contre une voiture tuant un père de famille |
| 11 mai 2023       | Rehovot | 1 mort, 15 blessés | Une femme agée de 82 ans tuée lors d'une attaque à la roquette contre son domicile, son époux de 87 ans décède le mois suivant |
| 7 avril 2023      | Vallée du Jourdain et Tel Aviv                                                                                         | 4 morts, 7 blessés | Double attentat : Attentat à l'arme à feu contre une voiture tuant une mère et ses deux filles israélo-britanniques et attentat à la voiture-bélier contre un groupe de touristes, tuant un avocat italien |
| 9 mars 2023       | Tel Aviv | 1 mort, deux blessés | Un homme armé ouvre le feu sur trois amis en route pour un mariage sur la rue Dizengoff |
| 27 février 2023   | Jérusalem | 1 mort | Attentat à l'arme à feu sur la route 90 dans la vallée du Jourdain |
| 26 février 2023   | Huwara | 2 morts | Attentat à l'arme à feu à bout portant dans le village palestinien de Huwara, tuant deux frères étudiants de yeshiva |
| 13 février 2023   | Jérusalem | 1 mort | Un policier des frontières poignardé par un palestinien de 13 ans |
| 10 février 2023   | Jérusalem | 3 morts, 3 blessés | Attentat à la voiture-bélier contre une foule devant un arrêt de bus tuant deux frères de 6 et 8 ans et un étudiant de yeshiva |
| 27 janvier 2023   | Jérusalem | 7 morts, plusieurs blessés | Le jour de la commémoration internationale des victimes de la Shoah, un homme armé commet une fusillade de masse contre une synagogue au momment de la prière |
| 23 novembre 2023  | Jérusalem | 2 mort, 22 blessés | Deux attentats à la bombe contre des arrêts d'autobus tuant un Canadien Israélien de 16 ans et un Juif éthiopien |
| 15 novembre 2022  | Ariel | 3 mort, 3 blessés | Attentat à la voiture bélier et au couteau contre des passants |
| 7 novembre 2022   | Al-Funduq | 1 mort | Un homme de 63 ans fait ses courses dans un village palestinien et est poignardé au couteau après ses achats |
| 29 octobre 2022   | Giv’at HaAvot | 1 mort, 4 blessés | Attentat à l'arme a feu contre des passants près d'un supermarché de la colonie |
| 20 septembre 2022 | Holon | 1 mort | Une dame juive de 84 ans est tuée par un travailleur illégalement en Israël |
| 5 mai 2022        | Elad | 3 morts, 8 blessés | Deux hommes armés de haches tuent des passants lors des célébrations de la fête nationale. |
| 30 avril 2022     | Ariel | 1 mort | Deux hommes à bord d'une voiture font feu sur un gardien de 23 ans en faction à l'entrée d'une colonie. |
| 7 avril 2022      | Tel Aviv | 3 morts, 7 blessés | Un homme armé vise un bar du centre-ville, tue trois personnes âgées de 27, 28 et 35 ans. |
| 29 mars 2022      | Bnei Brak | 5 morts | Un homme fait feu depuis sa voiture sur des passants, victimes âgées de 23 à 38 ans. |
| 27 mars 2022      | Hadera | 2 morts, 12 blessés | Un partisan de l'État-Islamique tire contre un arrêt de bus tuant deux agents de la police aux frontières âgés de 19 ans qui ont intervenu. |
| 22 mars 2022      | Beer-Sheva | 4 morts, 2 blessés | Un partisan de l'État-Islamique tue quatre personnes lors d'une attaque au couteau et à la voiture bélier. |
| 16 décembre 2021  | Homesh | 1 mort, 2 blessés | Des Palestiniens font feu sur une voiture près d'une colonie israélienne : un homme de 25 ans est tué. |
| 21 novembre 2021  | Jérusalem | 1 mort | Un émigrant sud-africain est tué par balle alors qu'il se rendait au mur des Lamentations. |
| 18 mai 2021       | Ohad | 2 mort | Deux travailleurs thaïlandais sont tués par un tir de mortier du Hamas qui touche leur maison. |
| 17 mai 2021       | Holon | 1 mort | Une femme âgée de 73 ans tombe alors qu'elle se mettait à l'abri ; elle décède de ses blessures le surlendemain. |
| 15 mai 2021       | Ramat Gan | 1 mort | Un homme de 55 ans est tué par des éclats d'une roquette qui s'abat près de chez lui. |
| 13 mai 2021       | Shtulim et Netaim | 2 morts | Une femme de 84 ans est tué à Shtulim, un homme de 52 ans à Netaim alors qu'ils se mettaient à l'abri. |
| 12 mai 2021       | Lod, Netiv Ha’asara,Sdérot                                                                                             | 4 morts, 3 blessés | Deux morts à Lod par des tirs de roquettes, un mort à Sdérot, un soldat de 21 ans tué par un missile anti-char |
| 11 mai 2021       | Rishon LeZion | 1 mort | Une personne de 63 ans tuée lorsqu'une roquette s'abat sur sa maison. |
| 10 mai 2021       | Ashkelon | 2 morts | Deux femmes de 52 et 32 ans sont tuées par un tir de roquette provenant de la bande de Gaza |
| 5 mai 2021        | Kfar Tapuach | 1 mort, 2 blessés | Un étudiant de 19 ans tué à une station de bus par une fusillade au volant |
| 20 décembre 2020  | Tal Menashe | 1 mort | Une femme franco-israélienne de 53 ans tuée brutalement lors d'un jogging dans une forêt |
| 26 août 2020      | Petah Tikva | 1 mort | Un rabbin de 39 ans est poignardé à mort lorsqu'il se rend à un arrêt de bus |
| 17 septembre 2019 | Ashkelon | 1 mort | Une femme âgée est ensevelie sous les décombres à la suite d'une attaque à la roquette contre son domicile |
| 23 août 2019      | Dolev | 1 mort, 2 blessés | Une famille en promenade à une source est victime d'un engin explosif improvisé, une fille de 17 ans est tuée |
| 7 août 2019       | Migdal Oz | 1 mort | Un étudiant de yeshiva de 19 ans est tué alors qu'il rejoignait son domicile. |
| 7 juillet 2019    | Ashkelon | 1 mort | Un retraité de 89 ans succombe de ses blessures reçues lors d'un tir de roquettes depuis la bande de Gaza. |
| 5 mai 2019        | Ashod, Askhelon, Kfar Saba                                                                                             | 4 morts | Deux morts à Ashkelon, un à Ashdod par des tirs de roquettes, un tué par un tir de missile antichar |
| 17 mars 2019      | Ariel | 2 morts, 1 blessé | Un militaire de 19 est poignardé à mort, l'assaillant ouvre le feu avec l'arme du soldat tuant un passant. |
| 7 février 2019    | Jérusalem | 1 mort | Meurtre d'une jeune fille de 19 ans, Ori Ansbacher, pour des motifs nationalistes, viol, mutilation et coups de couteau |
| 13 décembre 2018  | Givat Asaf | 2 morts, 2 blessés | Attaque à l'arme à feu contre un arrêt de bus tuant deux militaires de 19 et 20 ans et blessant deux civils |
| 9 décembre 2018   | Ofra | 1 mort, 7 blessés | Sept civils sont blessés par balles à un arrêt de bus, une femme enceinte perd son bébé de 4 jours. |
| 12 novembre 2018  | Ashkelon | 1 mort | Un père de famille palestinien est tué par des tirs de roquettes du Hamas depuis la bande de Gaza. |
| 7 octobre 2018    | Ariel | 2 morts, 1 blessé | Un homme de 35 ans et une femme de 28 ans sont tués par un collègue de travail palestinien. |
| 16 septembre 2018 | Gush Etzion | 1 mort | Un père de famille israélien est poignardé à mort par un palestinien. |
| 16 août 2018      | Havad Gilat | 1 mort | Une femme d'un quarantaine d'années est volontairement percutée par un chauffeur de taxi palestinien. |
| 26 juillet 2018   | Adam | 1 mort, 2 blessés | Un père de famille de 31 ans est poignardé à mort devant chez lui par un Palestinien de 17 ans. |
| 18 mars 2018      | Jérusalem | 1 mort | Un père de famille est poignardé à mort alors qu'il se rendait au Mont du Temple. |
| 5 février 2018    | Ariel | 1 mort | Un homme de 29 ans est poignardé à mort alors qu'il se trouve à un arrêt de bus. |
| 10 janvier 2018   | Naplouse | 1 mort | Un israélien est tué par balles au volant de sa voiture dans une embuscade tendue par des Palestiniens. |
| 30 novembre 2017  | Arad | 1 mort | Un militaire non en service de 19 ans est poignardé en attendant son bus. |
| 21 juillet 2017   | Halamish | 3 morts, 1 blessé | Un Palestinien de 19 ans s'introduit dans une colonie où il poignarde trois membres d'une même famille |
| 14 juillet 2017   | Jérusalem | 2 morts, 1 blessé | Deux policiers druzes de 30 et 22 ans sont abattus par trois terroristes palestiniens près du Mont du Temple. |
| 16 juin 2017      | Jérusalem | 1 mort, 4 blessés | Une policière de 23 ans est mortellement poignardée, deux hommes armés ouvrent le feu sur des passants. |
| 14 avril 2017     | Jérusalem | 1 mort, 1 blessé | Une touriste britannique de 23 ans est mortellement poignardée dans un parc de la ville. |
| 8 janvier 2017    | Jérusalem | 4 morts, 17 blessés | Un Arabe israélien fonce avec son camion contre un arrêt de bus alors qu'un groupe de soldats en visite guidée civile y était présent, quatre d'entre eux âgés de 20 à 22 ans sont tués. |
| 9 octobre 2016    | Jérusalem | 2 morts, 2 blessés | Un Palestinien armé ouvre le feu sur des passants, deux hommes sont tués dont un policier de 29 ans. |
| 30 juin 2016      | Kiryat Arba et Hébron                                                                                                  | 2 morts, 4 blessés | Une adolescente de 13 ans est mortellement poignardée, un père de famille est tué par balle dans une embuscade. |
| 8 juin 2016       | Tel Aviv | 4 morts, 7 blessés | Deux terroristes déguisés en juifs ultra-orthodoxes font feu sur les clients d'un restaurant. |
| 8 mars 2016       | Tel Aviv | 1 mort, 10 blessés | Un touriste américain de 28 ans est mortellement poignardé sur le port de Jaffa. |
| 18 février 2016   | Sha’ar Binyamin | 1 mort, 1 blessé | Deux adolescents de 14 ans poignardent les clients d'un supermarché, tuant une femme de 18 ans. |
| 3 février 2016    | Jérusalem | 1 mort, 3 blessés | Trois terroristes attaquent un groupe de soldats et de policiers, un policier de 19 ans est tué. |
| 25 janvier 2016   | Beit Horon | 1 mort, 1 blessé | Une femme est mortellement poignardée lors d'une attaque au couteau dans un supermarché. |
| 17 janvier 2016   | Otniel | 1 mort | Une mère de famille est tuée par un terroriste avec un couteau de boucher, qui s'est introduit chez elle. |
| 1er janvier 2016  | Tel Aviv | 3 morts, 7 blessés | Un partisan de l'État islamique tue deux personnes dans un pub avant d'abattre un chauffeur de taxi. |
| 19 novembre 2015  | Multiple : Route 60, Tel Aviv, Jérusalem                                                                               | 7 morts, des blessés | Un adolescent de 17 ans et son père sont tués sur la route 60, deux autres personnes dans une salle de prière de Tel Aviv, et trois près de Jérusalem (dont un Américain de 18 ans). |
| 17 octobre 2015   | Beersheva | 2 morts, 10 blessés | Un terroriste tue un soldat de 19 ans et tire avec son arme sur les civils du terminus d'autobus. |
| 13 octobre 2015   | Jérusalem | 3 morts, 17 blessés | Deux bus attaqués, des civils sont poignardés dans et hors des bus. |
| 3 octobre 2015    | Jérusalem | 2 morts, 2 blessés | Une famille est attaquée, le père est tué ainsi qu'un passant venu à leur secours, sa femme et ses deux enfants survivent. |
| 1er octobre 2015  | Route de Samarie | 2 morts, 4 blessés | Un rabbin et sa femme sont tués par balle, leurs enfants à l'arrière du véhicule sont secourus. |
| 13 septembre 2015 | Jérusalem | 1 mort, 3 blessés | Jets de pierre contre une voiture. |
| 15 avril 2015     | Jérusalem | 1 mort, 1 blessé | Une attaque à la voiture-bélier tue un homme de 25 ans. |
| 17 février 2015   | Route 60 | 1 mort, 3 blessés | Jets de pierre contre une voiture, une fillette de 4 ans meurt de ses blessures. |
| 18 novembre 2014  | Jérusalem | 6 morts, 12 blessés | Attaque au couteau et à l'arme à feu dans une synagogue |
| 10 novembre 2014  | Alon Shvut et Tel Aviv                                                                                                 | 2 morts, 4 blessés | Une femme de 26 ans et un soldat en congé de 20 ans sont tués à coups de couteau. |
| 5 novembre 2014   | Jérusalem | 3 morts, 13 blessés | Une attaque à la voiture-bélier tue un adolescent de 17 ans sur son vélo, un policier druze et un vieillard palestinien. |
| 22 octobre 2014   | Jérusalem | 2 morts, 6 blessés | Une voiture fonce sur des passants et tue un bébé de 3 mois éjecté de sa poussette et une femme d'Ecuador de 22 ans. |
| 16 septembre 2014 | Petah Tikva | 1 mort | Un ouvrier de 26 ans est tué par un ouvrier palestinien sur un chantier de construction. Ce dernier lui coupe sa corde[pas clair]. |
| 26 août 2014      | Nirim | 2 morts, 5 blessés | Tirs de mortier du Hamas sur le kibboutz. |
| 22 août 2014      | Nahal Oz et Gan Yavne                                                                                                  | 2 morts, 1 blessé | Un enfant de 4 ans et un homme de 21 ans sont tués par les shrapnels de deux mortiers du Hamas. |
| 4 août 2014       | Jérusalem | 1 mort, 5 blessés | Le conducteur d'une pelle hydraulique écrase un jeune rabbin puis fonce dans un bus. |
| 12 juin 2014      | Gush Etzion | 3 morts | 3 adolescents (16, 16 et 19 ans) sont kidnappés par le Hamas puis tués. |
| 1er mai 2014      | Migdal HaEmek | 1 mort | Un conducteur de taxi tue sa passagère au couteau, une jeune femme de 20 ans. |
| 13 mars 2013      | Route 60 | 1 mort, 4 blessés | Jets de pierres contre une voiture transportant une famille, une fillette de 2 ans succombe à ses blessures. |
| 15 novembre 2012  | Kiryat Malachi | Trois morts (dont une femme enceinte), quatre blessés | Attaque à la roquette contre un appartement. |
| 21 septembre 2012 | Frontière égyptienne                                                                                                   | 1 mort, 1 blessé | Trois terroristes déguisés parmi des migrants africains attaquent un garde-frontière désarmé venu apporter de l'eau. |
| 23 septembre 2011 | Route 60 | 2 morts | Un père et son fils d'un an sont tués par des jets de pierres contre leur véhicule. |
| 18 août 2011      | Eilat | 8 morts et 30 blessés | Attaques coordonnées contres des voitures civiles. |
| 15 mai 2011       | Tel Aviv | 1 mort, 16 blessés | Un camion fonce dans plusieurs voitures, un bus et finit dans une école. |
| 17 avril 2011     | Saad | 1 mort, 1 blessé | un adolescent de 16 ans est tué dans un bus scolaire par un missile antichar. |
| 23 mars 2011      | Jérusalem | 2 morts, 50 blessés | Attentat à la bombe à l'embarquement d'un bus, une Britannique est tuée et une adolescente de 14 ans au moment des faits succombe de ses blessures après un coma. |
| 11 mars 2011      | Itamar | 5 morts | Une famille tuée, les trois enfants mutilés,. Quatre des victimes étaient de nationalité française, la mère et les trois enfants. |
| 18 décembre 2010  | Forêt de Jérusalem | 1 mort, 1 blessé | Deux promeneuses américaines sont poignardées. |
| 31 août 2010      | Kiryat Arba, route 60                                                                                                  | 4 morts | Coups de feu tirés d'une voiture sur la route 60. Le Hamas prend la responsabilité. |
| 24 février 2010   | Monastère Beit Jimal                                                                                                   | 1 mort | Netta Blatt-Sorek est tuée par des terroristes, son corps est retrouvé deux jours plus tard. |
| 2 avril 2009      | Bat Ayin | Un enfant de 13 ans tué, trois blessés | Attaque à la hache et au couteau contre des enfants. |
| 22 septembre 2008 | Jérusalem | 1 mort, 19 blessés | Une voiture BMW fonce dans la foule. |
| 2 juillet 2008    | Jérusalem | 4 morts, 45 blessés | Attaque avec un chargeur sur pneus. |
| 14 mai 2008       | Ashkelon | 90 blessés | Un missile du Front Jabril et du Comité de résistance populaire explose dans un centre commercial qui s'effondre sur les civils. |
| 6 mars 2008       | Jérusalem | 8 morts, 10 blessés | Des étudiants sont tués dans une bibliothèque. |
| 4 février 2008    | Dimona | 1 mort, 9 blessés | Ceinture explosive déclenchée dans un centre commercial. |
| 29 janvier 2007   | Eilat | 3 morts | Attaque dans une boulangerie. |
| 25 juin 2006      | Goush Etzion | 1 mort | Kidnapping d'un étudiant de 18 ans. Son corps est retrouvé. |
| 17 avril 2006     | Tel Aviv | 11 morts, 60 blessés | Attentat-suicide du Jihad islamique dans le restaurant. |
| 30 mars 2006      | Kedoumim | 4 morts | Attentat-suicide par un homme déguisé en Juif orthodoxe. |
| 19 janvier 2006   | Tel Aviv | 32 blessés | Attentat-suicide dans un restaurant de shawarma, par les opératifs du Jihad islamique palestinien. |
| 5 décembre 2005   | Netanya | 5 morts, 50 blessés | Attentat-suicide dans le centre commercial par le Jihad islamique. |
| 26 octobre 2005   | Hadera | 7 morts, 54 blessés | Attentat-suicide dans le marché par le Jihad islamique. |
| 16 octobre 2005   | Gush Etzion et Eli | 3 morts, 4 blessés | Deux attentats du Fatah ; trois jeunes sont tués (15, 21, 23 ans) et un adolescent est gravement blessé dans un second attentat. |
| 21 septembre 2005 | Jérusalem | 1 mort | Kidnapping, le corps est retrouvé le 26. Commis par le Hamas. |
| 28 août 2005      | Beer Sheva | 52 blessés | Attentat-suicide du Hamas dans la station d'autobus. |
| 24 août 2005      | Jérusalem | 1 mort, 2 blessés | Des étudiants de retour de leurs prières au Mur des Lamentations. |
| 12 juillet 2005   | Netanya | 5 morts, 70+ blessés | Le Jihad islamique commet un attentat-suicide dans un centre commercial. |
| 25 février 2005   | Tel Aviv | 5 morts, 50 blessés | Le Jihad islamique commet un attentat à la bombe devant une boite de nuit. |
| 13 janvier 2005   | Terminal de Karni. | 6 morts, 5 blessés | Attaque à la bombe contre des civils suivi par des tirs. |
| 1er novembre 2004 | Tel Aviv | 3 morts, +30 blessés | Kamikaze du FPLP dans le marché du Carmel. |
| 7 octobre 2004    | Taba | 32 morts, 120+ blessés | Attentat à la bombe dans deux hôtels de vacances, 400 kg d'explosif contre l'hôtel Hilton, puis double explosion dans un camping. |
| 22 septembre 2004 | nord de Jérusalem | 2 morts, > 17 blessés | Femme kamikaze du Fatah. |
| 31 août 2004      | Beer Sheva | 16 tués, 100 blessés | Le Hamas commet deux attentats-suicides dans des autobus. |
| 11 août 2004      | point de passage de Qalandiyah                                                                                         | 2 Palestiniens tués, 18 blessés | Bombe à l'entrée de Jérusalem. |
| 11 juillet 2004   | Tel Aviv | 1 mort, 33 blessés | Bombe à l'arrêt de bus. |
| 14 mars 2004      | Ashdod | 10 morts, 16 blessés | Le Hamas et le Fatah commettent un double attentat à la bombe dans le port. |
| 6 mars 2004       | Poste-frontière d'Erez                                                                                                 | 2 morts | 2 policiers palestiniens sont tués. |
| 22 février 2004   | Jérusalem | 8 morts, + 60 blessés | Le Fatah commet un attentat à la bombe. |
| 29 janvier 2004   | Jérusalem | 10 morts, 50 blessés | Le Fatah commet un attentat à la bombe dans un bus. |
| 14 janvier 2004   | Point de passage d'Erez                                                                                                | 4 morts, 10 blessés | Femme kamikaze ; 3 soldats sont tués par le Hamas et le Fatah. |
| 25 décembre 2003  | près de Petah Tikva | 4 morts, 20 blessés | Attentat-suicide à l'arrêt de bus. |
| 15 octobre 2003   | Beit Hanoun (bande de Gaza)                                                                                            | 3 morts, 1 blessé | 3 Américains sont tués à la suite d'une explosion contre un convoi d'agents de sécurité de diplomates américains. |
| 4 octobre 2003    | Haïfa | 21 morts, 60 blessés | Une femme kamikaze du Jihad islamique se fait exploser dans le restaurant Maxime fréquenté par des Juifs (dont des enfants) et des Arabes, la veille de Yom Kippour. |
| 9 septembre 2003  | Tel-Aviv | 9 tués, 32 blessés | Le Hamas organise un attentat-suicide à l'entrée de l'hôpital Assaf Harofeh. |
| 9 septembre 2003  | Jérusalem | 7 morts, 50 blessés | Le Hamas organise un (en) attentat au Café Hillel. |
| 19 août 2003      | Jérusalem | 23 morts, 135 blessés | Le Hamas commet un attentat à la bombe dans un bus. |
| 12 août 2003      | Ariel et Tel Aviv | 2 morts, 12 blessés | Deux attentats-suicides. L’un contre un supermarché à Tel-Aviv, et l’autre à proximité de Ariel en Cisjordanie. |
| 7 juillet 2003    | Kfar Yavetz | 1 mort, 3 blessés | Mazal Afari est tuée à son domicile, ses petits-enfants sont blessés à Kfar Yavetz. |
| 19 juin 2003      | Sde Trumot | 1 mort | Jihad islamique. |
| 11 juin 2003      | Jérusalem | 17 morts, 100 blessés | Kamikaze dans un bus, le Hamas revendique l'attentat. |
| 22 mai 2003       | Netzarim | 9 blessés | Une bombe est déclenchée le long de la route. |
| 19 mai 2003       | Afoula | 3 morts, 70 blessés | Kamikaze devant le centre commercial. |
| 18 mai 2003       | Jérusalem | 8 morts, 20 blessés | Kamikaze du Hamas explose dans un bus, le second kamikaze est abattu. |
| 17 mai 2003       | Hébron | 2 morts | Gadi et Dina Levy de Kiryat Arba sont tués par le Hamas. |
| 30 avril 2003     | Tel Aviv | 3 morts, 60 blessés | Kamikaze à la plage. |
| 24 avril 2003     | Kfar Saba | 1 mort, 13 blessés | Kamikaze devant la gare. |
| 30 mars 2003      | Netanya | > 40 blessés | Kamikaze dans la rue commerçante. |
| 5 mars 2003       | Haïfa | 17 morts, 53 blessés | Kamikaze du Hamas dans le bus en direction de l'université de Haïfa. |
| 5 janvier 2003    | Haiïfa | 23 morts, 120 blessés | Deux kamikazes du Fatah dans un quartier d'immigrants juifs. |
| 27 novembre 2002  | Jérusalem | 11 morts, 50 blessés | Kamikaze dans un bus rempli de passagers. |
| 21 novembre 2002  | Kfar Saba | 2 morts, 70 blessés | Un kamikaze dans le centre commercial. |
| 4 novembre 2002   | Ariel | 2 morts, 20 blessés | Les victimes tentent d'empêcher un kamikaze à la pompe d'essence. |
| 21 octobre 2002   | Wadi Ara | 14 morts, 50 blessés | Voiture piégée contre un bus. |
| 10 octobre 2002   | Tel Aviv | 1 mort, 30 blessés | Attentat-suicide dans un bus devant l'université de Bar-Ilan. |
| 19 septembre 2002 | Tel Aviv | 6 morts, 70 blessés | Attentat à la bombe dans un bus devant la grande synagogue. |
| 4 août 2002       | Meron | 9 morts, 50 blessés | Attentat-suicide contre un bus. |
| 31 juillet 2002   | Jérusalem | 9 morts, 85 à 100 blessés | Un membre du Hamas, travaillant à l'Université hébraïque, pose une bombe dans la cafétéria étudiante Frank Sinatra du campus. |
| 30 juillet 2002   | Jérusalem | 5 blessés | Explosion dans un restaurant de falafel. |
| 17 juillet 2002   | Tel Aviv | 5 morts, 40 blessés | Le Jihad islamique organise un double attentat-suicide à la station d'autobus. |
| 16 juillet 2002   | près de Bnei Brak | 9 morts, 20 blessés | Explosifs contre un autobus, terroriste déguisé en soldat. |
| 20 juin 2002      | Itamar (Cisjordanie)                                                                                                   | 5 morts, 2 enfants blessés | Une mère et ses trois enfants sont tués. |
| 19 juin 2002      | Jérusalem | 7 morts, 50 blessés | Attentat à la bombe à un arrêt de bus. |
| 18 juin 2002      | Jérusalem | 19 morts, 74 blessés | Hamas, attentat-suicide dans un bus avec des étudiants se rendent à l'école. |
| 14 juin 2002      | Herzliya | fille de 14 ans, 15 blessés | Bombe dans un restaurant de shawarma. |
| 5 juin 2002       | Mégiddo | 17 morts, 38 blessés | Le Jihad islamique commet un attentat à la voiture piégée. |
| 28 mai 2002       | Itamar (Cisjordanie)                                                                                                   | 3 enfants tués, des blessés | Gilad Stieglitz, 14 ans, est tué sur le terrain de basketball, puis 2 autres étudiants sont tués dans la yeshiva. |
| 27 mai 2002       | Petah Tikva | 2 morts, 37 blessés | Fatah, attentat-suicide dans un centre commercial. |
| 24 mai 2002       | Tel Aviv | 5 blessés | Le terroriste abattu et sa bombe explose prématurément. |
| 22 mai 2002       | Rishon LeZion | 2 morts, 40 blessés | Attentat-suicide dans un marché. |
| 19 mai 2002       | Netanya | 3 morts, 59 blessés | Le Hamas et le FPLP, attentat-suicide au marché de la ville. |
| 7 mai 2002        | Rishon LeZion | 16 morts, 55 blessés | Hamas, attentat à la bombe lors d'un événement sportif. |
| 12 avril 2002     | Jérusalem | 6 morts, 104 blessés | Le Fatah organise un attentat-suicide dans le marché de Mahané Yehuda. |
| 10 avril 2002     | près du Kibboutz Yagur                                                                                                 | 10 tués, 22 blessés | Le Hamas organise un attentat-suicide dans un bus. |
| 31 mars 2002      | Haïfa | 14 morts, 40 blessés | Le Hamas commet un attentat-suicide dans un restaurant. |
| 31 mars 2002      | Efrat | 4 secouristes paramédicaux blessés | Attentat-suicide aux urgences. |
| 30 mars 2002      | Tel Aviv | 1 mort, 30 blessés | Attentat-suicide du Fatah dans un café du quartier d'Allenby. |
| 29 mars 2002      | Jérusalem | 2 morts, 28 blessés | Attentat à la bombe du Fatah dans le supermarché de Kiryat Yovel. |
| 27 mars 2002      | Netanya | 30 tués, 140 blessés | Le Hamas commet un attentat à la bombe à l'Hôtel Park pendant le Seder de la festivité de Pessah. |
| 21 mars 2002      | Jérusalem | 3 morts, 86 blessés | Le Fatah commet un attentat à la bombe dans le centre-ville. |
| 20 mars 2002      | Afula | 7 morts, 30 blessés | Le Fatah commet un attentat à la bombe dans un bus. |
| 14 mars 2002      | Intersection de Karni-Netzarim                                                                                         | 3 morts, 2 blessés | Le Fatah commet un attentat à l'explosif. |
| 12 mars 2002      | Kibboutz Matzouva | 6 morts, 7 blessés | Le Fatah commet une embuscade contre des voitures. |
| 12 mars 2002      | Checkpoint de Kiryat Sefer                                                                                             | 1 mort, 1 blessé | Fusillade |
| 11 mars 2002      | Ashdod | des blessés | Fusillade pendant une bar Mitzvah |
| 10 mars 2002      | Netzarim | 1 mort | Fatah, fusillade |
| 9 mars 2002       | Jérusalem | 11 morts, 54 blessés | Hamas commet un attentat à la bombe dans un café |
| 9 mars 2002       | Netanya | 2 morts, 50 blessés | Fatah, deux terroristes ouvre le feu à la plage |
| 7 mars 2002       | Atzmona | 5 morts, 23 blessés | Fusillades et grenades |
| 7 mars 2002       | Ariel | 15 blessés | Attentat-suicide à l'hôtel par le FPLP |
| 5 mars 2002       | Sdérot | Un bébé handicapé | Tir de roquettes |
| 5 mars 2002       | Afula | 1 mort, dizaine de blessés | Attentat-suicide dans un bus |
| 5 mars 2002       | Tel Aviv | 3 morts, > 35 blessés | Fusillade au restaurant |
| 5 mars 2002       | Bethléem | 1 mort, 1 blessé | Embuscade de voitures |
| 2 mars 2002       | Jérusalem | 11 morts, > 50 blessés | Attentat à la bombe contre des femmes et des jeunes enfants par le Fatah |
| 27 février 2002   | Cisjordanie | 3 blessés | Femme kamikaze du Fatah |
| 25 février 2002   | Jérusalem | 1 mort, 8 blessés | Fusillade à l'arrêt de bus par le Fatah |
| 25 février 2002   | Goush Etzion | 1 mort, une femme enceinte blessée | Fusillade du Fatah |
| 22 février 2002   | Efrat | des blessés | Un attentat-suicide dans un supermarché |
| 22 février 2002   | Nord de Jérusalem | un mort | Le Fatah tire depuis une voiture |
| 19 février 2002   | Ein 'Arik | 6 morts, 1 blessé | Une fusillade du Fatah |
| 18 février 2002   | Goush Katif | 3 morts, 4 blessés | Fusillade et explosion par le Fatah |
| 18 février 2002   | Près de Jérusalem | 1 mort, 1 blessé | Voiture piégée par le Fatah |
| 16 février 2002   | Karnei Shomron | 2, 27 blessés | Un kamikaze du FPLP dans un centre commercial |
| 14 février 2002   | Gaza | 3 morts, 4 blessés | Pose d'une mine |
| 10 février 2002   | Beer Sheva | 2 morts, 4 blessés | Le Hamas tire depuis une voiture |
| 8 février 2002    | Jérusalem | 1 mort, des blessés | Quatre adolescents sont attaqués avec des couteaux |
| 6 février 2002    | Moshav Hamra | 2 morts, 5 blessés | Le Hamas s'infiltre dans un village |
| 27 janvier 2002   | Jérusalem | 1 mort, > 150 blessés | Femme kamikaze du Fatah avec plus de 10 kilos d'explosif |
| 25 janvier 2002   | Tel Aviv | 24 blessés | Le Jihad islamique commet un attentat-suicide dans le centre commercial |
| 22 janvier 2002   | Jérusalem | 2 morts, 40 blessés | Tir sur la foule par le Fatah |
| 17 janvier 2002   | Hadera | 6 morts, 35 blessés | Fatah, fusillade lors d'une bar-mitzva |
| 15 janvier 2002   | Beit Jala | 1 mort | Fatah, un Américain est kidnappé et assassiné |
| 9 janvier 2002    | Kerem Shalom | 4 morts, 2 blessés | Hamas, fusillade et explosif |
| 12 décembre 2001  | Emmanuel | 10 morts, 30 blessés | Fatah et Hamas unis dans l'attaque d'un bus |
| 9 décembre 2001   | Haïfa | 31 blessés | Attentat-suicide. |
| 2 décembre 2001   | Haïfa | 15 morts, 46 blessés | Hamas, attentat-suicide dans un bus. |
| 1er décembre 2001 | Jérusalem | 11 morts, plus de 188 blessés | Un kamikaze se fait exploser dans une foule d'adolescents. 20 minutes plus tard, un deuxième se fait exploser à l'arrivée des secours paramédicaux |
| 29 novembre 2001  | Hadera | 3 morts, 9 blessés | Kamikaze dans un autobus, le Fatah et le Jihad islamique revendiquent l'attentat |
| 27 novembre 2001  | Afula | 2 morts, dizaine de blessés | Le Jihad islamique et le Fatah, tir dans la foule |
| 27 novembre 2001  | Goush Katif | 1 mort, 3 blessés | Hamas, grenades et tirs |
| 26 novembre 2001  | Checkpoint Erez | 2 morts | Kamikaze du Hamas |
| 24 november 2001  | Kfar Darom | 1 mort | Hamas, tir de mortier sur un terrain de football |
| 4 novembre 2001   | Jérusalem | 2 morts, > 50 blessés | Jihad islamique tire sur un autobus : une fille de 16 ans et un garçon de 14 sont tués |
| 28 octobre 2001   | Hadera | 4 morts, 40 blessés | Un terroriste membre de la police palestinienne, équipé d'arme de guerre et de balles dum-dum |
| 28 octobre 2001   | Kibboutz Metzer | 1 mort | Tanzim du Fatah : tir depuis une voiture |
| 17 octobre 2001   | Jérusalem | 1 mort | Assassinat du ministre du tourisme, Rehavam Zeevi, par le FPLP |
| 7 octobre 2001    | Beit Shean | 1 mort | Attentat-suicide |
| 4 octobre 2001    | Afula | 3 morts, 16 blessés | Tir dans la foule |
| 1er octobre 2001  | Talpiot à Jérusalem | des blessés | Voiture piégée en ville |
| 9 septembre 2001  | Nahariya | 3 morts, 90 blessés | Attentat-suicide d'un Arabe israélien du Hamas dans la gare centrale. |
| 9 septembre 2001  | Cisjordanie à Beit Lid                                                                                                 | 1-2 morts, 17 blessés | Voiture piégée. |
| 4 septembre 2001  | Jérusalem | 20 blessés | Un kamikaze déguisé en Juif orthodoxe |
| 3 septembre 2001  | Jérusalem | 3 blessés | Voitures piégées |
| 25 août 2001      | Route de Jérusalem | 3 morts, 2 blessés | Tir sur une voiture, les deux enfants survivent |
| 12 août 2001      | Kiryat-Motzkin | 21 blessés | Le Jihad islamique commet un attentat-suicide dans un café |
| 9 août 2001       | Kibboutz Merav | 1 mort, 3 blessés | Aliza Malka, 17 ans, tuée à l'entrée du village |
| 9 août 2001       | Jérusalem | 15 morts, > 130 blessés | Le Jihad islamique et le Hamas, attentat dans une pizzeria Sbarro |
| 6 août 2001       | Amman (Jordanie) | 1 mort | Commerçant israélien retrouvé mort |
| 5 août 2001       | Alfei Menashe | 1 mort, 3 blessés | Une voiture familiale est la cible de tirs : la mère enceinte de 5 mois décède avec le bébé, le père s'en sort paralysé |
| 26 juillet 2001   | Route de Jérusalem | 1 mort, 1 blessé | Jeune de 17 ans tué par balle |
| 24 juillet 2001   | De Jérusalem | 1 mort | Yuri Gushchin de 18 ans, kidnappé, son corps est retrouvé a Ramallah avec des traces d'une mort violente, dont des coups de couteau et des blessures par balles |
| 16 juillet 2001   | Benyamina | 2 morts, 11 blessés | Le Jihad islamique commet un attentat à l'arrêt de bus |
| 22 juin 2001      | Dugit | 2 blessés | Hamas, attentat-suicide |
| 1er juin 2001     | Tel-Aviv | 21 morts, 120 blessés | Le Hamas commet un attentat-suicide ans la discothèque du Dolphinarium au milieu d'un groupe d'adolescents et jeunes gens se rendant à une fête : 20 d'entre eux sont tués dont deux sœurs âgées de 15 et 18 ans, 90 autres blessés ; l'annonce de l'attentat provoque des scènes de liesse dans les rues de Gaza, les gens « dansant et tirant des coups de feu en l'air ». |
| 30 mai 2001       | Netanya | 8 blessés | Le Jihad islamique commet un attentat à la voiture piégée devant une école. |
| 27 mai 2001       | Jérusalem | 30 blessés | Le FPLP et le Jihad islamique commettent un attentat avec deux voitures piégées |
| 25 mai 2001       | Hadera | 65 blessés | Le Jihad islamique commet un attentat à la voiture piégée. |
| 18 mai 2001       | Netanya | 5 morts, > 100 blessés | Le Hamas commet un attentat à la voiture piégée contre un centre commercial. |
| 15 mai 2001       | Samarie | 1 mort, 2 blessés | Tir contre une voiture |
| 10 mai 2001       | Près de Gaza | 2 morts | Deux travailleurs roumains tués par une bombe |
| 9 mai 2001        | Tekoa | 2 morts | Deux adolescents de 14 ans sont battus à mort et lapidés, retrouvés démembrés dans une cave |
| 8 mai 2001        | Ferme Binyamin | 1 mort | Attaque contre un avant-poste |
| 1er mai 2001      | Près de Ramallah | 1 mort | Tir contre un véhicule |
| 28 avril 2001     | Kfar Saba et Galilée                                                                                                   | 4 morts, 8 blessés | Hamas, attentat-suicide à l'arrêt de bus de l'école, attaque contre une voiture et meurtre au couteau d'une femme |
| 23 avril 2001     | Or Yehuda | 8 blessés | Le Jihad islamique commet un attentat à la voiture piégée dans un marché |
| 22 avril 2001     | Kfar Saba | 1 mort, 60 blessés | Hamas, attentat-suicide à l'arrêt de bus. |
| 21 avril 2001     | Retrouvé près de Ramallah                                                                                              | 1 mort | Meurtre nationaliste : le corps retrouvé avec des mutilations |
| 1er avril 2001    | Haïfa | 1 mort | Meurtre nationaliste au couteau contre une femme |
| 28 mars 2001      | Près de Kfar Saba | 2 morts | Deux jeunes adolescents 15 et 13 ans tués dans un attentat-suicide à la station-service Mifgash Hashalom ("Arrêt de la paix"), par un terroriste du Hamas qui se fait exploser à proximité d'un groupe d’écoliers attendant leur bus scolaire,. |
| 27 mars 2001      | Jérusalem | 7 blessés | Le Jihad islamique commet un attentat à la voiture piégée |
| 27 mars 2001      | Jérusalem | 28 blessés | Hamas, attentat-suicide |
| 26 mars 2001      | Hébron | Bébé de 10 mois (Shalhevet), 1 blessé | Tireur d'élite palestinien contre une poussette, près d'un bac à sable : le père du bébé tué est grièvement blessé. |
| 19 mars 2001      | Près de Jérusalem | 1 mort, blessés | Le conducteur touché par balle perd le contrôle de sa voiture, ce qui provoque une collision |
| 4 mars 2001       | Netanya | 3 morts, > 65 blessés | Hamas, attentat à la bombe. |
| 1er mars 2001     | Galilée | 1 mort, 9 blessés | Bombe ayant détoné dans un taxi collectif |
| 26 février 2001   | Moshav Hagor | 1 mort | Meurtre nationaliste |
| 14 février 2001   | Azor | 8 morts, 25 blessés | Hamas, un conducteur de bus fonce dans une foule |
| 11 février 2001   | Près de Jérusalem | 1 mort | Tué sur la route |
| 8 février 2001    | Près de Jérusalem | 58 blessés | Voiture piégée dans une rue du quartier ultra-orthodoxe de Mea Shearim à Jérusalem,. |
| 4 février 2001    | Près de Tirat Hacarmel                                                                                                 | 1 mort | Homme poignardé à mort en attendant l'autobus |
| 1er février 2001  | Route en Cisjordanie                                                                                                   | 2 morts | Deux embuscades |
| 29 janvier 2001   | Nord de Jérusalem | 1 mort | Meurtre nationaliste |
| 25 janvier 2001   | Nord de Jérusalem | 1 mort | Meurtre nationaliste |
| 23 janvier 2001   | Tulkarem (Cijordanie)                                                                                                  | 2 morts | Hamas, kidnapping à un restaurant puis homicide de deux restaurateurs israéliens, Etgar Zeitouni et Motti Dayan alors qu'ils déjeunaient avec leur associé, un Arabe israélien, dans une ville palestinienne près de la frontière israélienne,. |
| 17 janvier 2001   | Près de Jérusalem | 1 mort | Ofir Rahum de 16 ans, à un rendez-vous avec une jeune femme avec laquelle il avait entretenu une relation sur Internet. Elle l'a ensuite conduit à un endroit convenu où trois hommes armés l'ont tué,. |
| 14 janvier 2001   | Kfar Yam | 1 mort | Meurtre nationaliste |
| 5 janvier 2001    | Césarée | 1 mort | Meurtre nationaliste |
| 1er janvier 2001  | Netanya | 54 blessés | Un terroriste du Hamas fait exploser une voiture piégée dans le centre de la ville pour le nouvel an,. |
| 31 décembre 2000  | Route près de Ramallah                                                                                                 | 2 morts, 5 blessés | Le fils de Meir Kahane et sa femme sont tués par un tireur d'élite, leurs 5 enfants de moins de 10 ans sont blessés |
| 22 décembre 2000  | Vallée du Jourdain | > 3 blessés | Hamas, attentat à la bombe |
| 21 décembre 2000  | Route près de Jérusalem                                                                                                | 1 mort | Embuscade d'hommes armés contre une voiture |
| 8 décembre 2000   | Kiryat Arba | 2 morts | Embuscade d'hommes armés contre une camionnette |
| 22 novembre 2000  | Hadera | 2 morts, 55 blessés | Le Jihad islamique commet un attentat à la bombe |
| 21 novembre 2000  | Goush Katif | 1 mort | Tir d'élite contre un jeune de 18 ans |
| 20 novembre 2000  | Kfar Darom | 2 morts, 9 blessés | Attentat à la bombe contre un bus scolaire |
| 13 novembre 2000  | Ofra et Kissoufim | 4 morts | Tirs contre une voiture et contre un camion |
| 8 novembre 2000   | Poste-frontière de Rafah                                                                                               | 1 mort | Une femme tuée en se rendant à son travail dans la bande de Gaza |
| 2 novembre 2000   | Jérusalem | 2 morts, 10 blessés | Le Jihad islamique commet un attentat à la bombe au marché Mahané Yehuda |
| 19 octobre 2000   | Mont Ebal | 1 mort, des blessés | Groupe de touristes israéliens, un rabbin tué |
| 12 octobre 2000   | Ramallah | 2 morts | Deux conducteurs de l'armée israélienne détenus puis lynchés et mutilés |
| 7 novembre 1999   | Netanya | 27 blessés | Le Hamas est responsable d'un attentat à l'explosif |
| 10 août 1999      | Carrefour Nahshon | 6 blessés | Un terroriste du Hamas fonce dans la foule |
| 6 novembre 1998   | Jérusalem | 2 morts, 20 blessés | 2 kamikazes du Jihad islamique commettent un attentat |
| 29 octobre 1998   | Goush Katif | 1 mort, 8 blessés | Hamas, attentat-suicide contre un bus scolaire |
| 19 octobre 1998   | Beer Sheva | 59 blessés | Hamas, jet de grenades dans la station d'autobus |
| 11 octobre 1998   | Hébron | 18 blessés | Hamas, jet de grenades |
| 12 août 1998      | Tel-Aviv | 14 blessés | Le Hamas pose une bombe |
| 4 septembre 1997  | Jérusalem | 4 morts, 181 blessés | Le Hamas, dans un marché |
| 30 juillet 1997   | Jérusalem | 15 morts, 178 blessés | Hamas, kamikaze dans un marché |
| 21 mars 1997      | Tel-Aviv | 3 morts, 48 blessés | Le Hamas pose une bombe dans un restaurant |
| 13 mars 1997      | Tel-Aviv | 3 morts, 40 blessés | Un terroriste du Hamas, se fait exploser dans un café à Tel Aviv, 3 femmes sont tuées. |
| 11 décembre 1996  | route en Israël | 2 morts, 4 blessés | Embuscade contre une famille : un enfant de 12 ans tué et son frère et quatre autres passagers blessés, 3 filles de 4 à 10 ans et le père. |
| 4 mars 1996       | Tel-Aviv | 20 morts, 75 blessés | Le Jihad islamique est responsable d'un attentat-suicide dans un centre commercial. |
| 3 mars 1996       | Jérusalem | 19 morts, 6 blessés | Hamas, attentat-suicide dans un bus |
| 25 février 1996   | Ashkelon | 2 morts | Hamas, attentat-suicide |
| 25 février 1996   | Jérusalem | 26 morts, 80 blessés | Hamas, attentat-suicide dans un bus |
| 24 juillet 1995   | Ramat Gan | 6 morts, 31 blessés | Hamas, attentat-suicide dans un bus |
| 25 juin 1995      | Neveh Dekalim | 3 blessés | Le Jihad islamique pose des explosifs |
| 9 avril 1995      | Kfar Darom | 8 morts, 50 blessés | 2 kamikazes du Hamas et du jihad islamique. |
| 22 janvier 1995   | Carrefour de Beit Lid                                                                                                  | 21 morts, 69 blessés | Un terroriste du Jihad islamique palestinien déguisé en soldat israélien se fait exploser à la station d'autobus de Beit Lid Junction (en) près de Netanya dans le centre d’Israël, trois minutes plus tard un complice se fait exploser à son tour, 19 personnes sont tuées, plus de 60 autres blessées.                                                                    |
| 25 décembre 1994  | Jérusalem | 13 blessés | Hamas, attentat-suicide |
| 30 novembre 1994  | Afoula | 1 mort | Un terroriste du Hamas tue avec une hache, une soldate non combattante, Liat Gabai, qui était en permission et rentrait chez elle |
| 11 novembre 1994  | Netzarim | 3 morts, 6 blessés | Kamikaze à vélo appartenant au jihad islamique. |
| 19 octobre 1994   | Tel Aviv | 22 morts, 56 blessés | Kamikaze du Hamas |
| 9 octobre 1994    | Jérusalem | 2 morts, 14 blessés | 2 terroristes du Hamas ouvrent le feu sur la foule |
| 13 avril 1994     | Hadera | 5 morts | Hamas, attentat à la bombe du bus 5. |
| 6 avril 1994      | Afoula | 8 morts | Hamas, voiture piégée à côté d'un bus. |
| 4 octobre 1993    | Beit El | 29 blessés | Un terroriste du Hamas fait exploser une voiture piégée. |

### Principaux attentats depuis 1967
| Date              | Lieu                    | Pays                | Victimes                     | événements |
| ----------------- | ----------------------- | ------------------- | ---------------------------- | --- |
| 18 mars 1968      | Désert du Néguev        | Israël              | 2 morts, 28 blessés          | Un bus de ramassage scolaire est attaqué avec une mine terrestre |
| 4 septembre 1968  | Tel Aviv                | Israël              | 1 mort, 51                   | Attentat à la bombe |
| 9 octobre 1968    | Hébron                  | Israël              | 47 blessés                   | Une grenade est jetée sur les visiteurs juifs du tombeau des Patriarches |
| 22 novembre 1968  | Jérusalem               | Israël              | 12 morts, 54 blessés         | Voiture piégée dans le marché de Mahane Yehuda |
| 4 septembre 1968  | Tel Aviv                | Israël              | 1 mort, 71 blessés           | 3 bombes dans le centre-ville |
| 22 novembre 1968  | Jérusalem               | Israël              | 12 morts, 52 blessés         | Voiture piégée dans le marché de Mahane Yehuda |
| 26 décembre 1968  | Athènes                 | Grèce               | 1 mort, 2 blessés            | Attaque contre un avion au décollage |
| 18 février 1969   | aéroport de Zurich      | Suisse              | 4 morts                      | Attaque contre un avion au décollage |
| 6 mars 1969       | Jérusalem               | Israël              | 29 blessés                   | Une bombe blesse des étudiants de l'université hébraïque |
| 21 février 1969   | Jérusalem               | Israël              | 2 morts, 20 blessés          | Explosion dans le supermarché |
| 22 octobre 1969   | Haïfa                   | Israël              | 4 morts, 20 blessés          | Bombes dans 5 appartements |
| 10 février 1970   | Zurich                  | Suisse              | 1 mort, 11 blessés           | Tentative de détournement d'avion |
| 13 février 1970   | en vol                  | Suisse              | 47 morts                     | Bombe dans le vol 330 de Swissair depuis Zurich |
| 22 mai 1970       | Avivim                  | Israël              | 12 morts, 24 blessés         | Attaque du car scolaire d'Avivim, 9 enfants tués |
| 6 septembre 1970  | Dawson's Field, Zarka   | Jordanie            | 1 blessé                     | 5 détournements d'avions |
| 6 novembre 1970   | Tel Aviv                | Israël              | 2 morts, 34 blessés          | 2 bombes dans la station d'autobus |
| 1er janvier 1971  | Jérusalem               | Israël              | 1 mort, 5 blessés            | Grenade dans un marché, un Arabe mort |
| 2 janvier 1971    | Bande de Gaza           | Territoires occupés | 2 morts, 2 blessés           | Meurtres des enfants Aroyo, leurs parents blessés |
| 6 juillet 1971    | Petah Tikva             | Israël              | 4 morts, 30 blessés          | Tir de missile Katiousha |
| 16 septembre 1971 | Jérusalem               | Israël              | 1 mort, 6 blessés            | Un enfant tué et 5 Américains blessés par une grenade |
| 8 mai 1972        | Aéroport de Lod         | Israël              | 1 mort                       | Détournement du vol 571 de la Sabena, reliant Vienne à Tel-Aviv, par 4 terroristes de l'organisation Septembre noir ; les terroristes séparent les Juifs des autres passagers et demandent la libération de 315 terroristes emprisonnés en Israël. L'appareil atterrit sur le tarmac de l’aéroport Ben Gourion où le lendemain, durant les négociations, un commando de la Sayeret Matkal investit l’appareil,. |
| 30 mai 1972       | Aéroport de Lod         | Israël              | 27 morts, 78 blessés         | Mitraillage par le FPLP |
| 11 juillet 1972   | Tel Aviv                | Israël              | 9 blessés                    | Grenade |
| 20 juin 1972      | Golan                   | Territoire occupé   | 2 morts, des blessés         | Tir de roquettes sur un autobus |
| 5 septembre 1972  | Munich                  | Allemagne           | 12 morts                     | Massacre de Munich aux jeux olympiques d'été : 11 athlètes olympiques et un policier allemand tués |
| 5 août 1973       | Athènes                 | Grèce               | 3 morts, 55 blessés          | Américains tués, vol en direction de New York |
| 28 septembre 1973 |                         | Autriche            | aucun                        | Prise d'otages de réfugiés juifs |
| 4 décembre 1973   | Jérusalem               | Israël              | 18 blessés                   | Grenade |
| 17 décembre 1973  | Aéroport de Rome        | Italie              | 34 morts, 22 blessés         | Détournement d'avion et fusillade : 30 morts du vol 101 de Pan Am, 2 du vol 303 de Lufthansa |
| 5 mars 1974       | Tel Aviv                | Israël              | 3 morts                      | OLP, raid en bateau puis prise d'otages |
| 11 avril 1974     | Kiryat Shmona           | Israël              | 18 morts, 15 blessés         | 8 enfants tués |
| 15 mai 1974       | Maal'ot                 | Israël              | 27 morts, 78 blessés         | Prise d'otages dans une école, 21 enfants tués |
| 24 juin 1974      | Nahariya                | Israël              | 4 morts, 8 blessés           | Infiltration du Fatah |
| 7 septembre 1974  | mer Ionienne            | Grèce               | 88 morts                     | Explosion du vol TWA 841 de Tel Aviv à destination de New York, par une bombe cachée dans la soute à bagages par le FPLP : 79 passagers et les neuf membres d'équipage de plusieurs nationalités sont tués. L'épave de l'avion repose à 3 164 m (10 381 pieds) de profondeur et n'a pu être récupérée. |
| 18 novembre 1974  | Beit Shean              | Israël              | 4 morts, +20 blessés         | Front démocratique pour la libération de la Palestine |
| 20 novembre 1974  | Ramat Magshimim         | Israël              | 3 morts, 2 blessés           | Infiltration de l'OLP contre des étudiants |
| 30 novembre 1974  | Riyaniya                | Israël              | 1 mort, 1 blessé             | Un terroriste du Fatah tue un Arabe israélien par erreur |
| 11 décembre 1974  | Tel Aviv                | Israël              | 2 morts, 66 blessés          | Attentat au cinéma |
| 6 mars 1975       | Tel Aviv                | Israël              | 8 morts et 11 blessés        | Prise d'otages de l'hôtel Savoy |
| 15 juin 1975      | Kfar Youval             | Israël              | 3 morts                      | Le Front de libération arabe prend en otage une famille juive |
| 4 juillet 1975    | Jérusalem               | Israël              | 14 morts, 80 blessés         | Bombe dans un réfrigérateur |
| 13 novembre 1975  | Jérusalem               | Israël              | 13 morts, 72 blessés         | Bombe |
| 21 novembre 1975  | Ramat Magshimim         | Israël              | 3 morts, 2 blessés           | Un terroriste du FDLP tue des étudiants |
| 3 mai 1976        | Jérusalem               | Israël              | 1 mort, 28 blessés           | Une bombe du FDLP jetée d'un scooter |
| 25 mai 1976       | Aéroport de Tel Aviv    | Israël              | 2 morts, 9 blessés           | Bombe du FPLP |
| 4 juillet 1976    | Entebbe                 | Ouganda             | 4 morts, 15 blessés          | Prise d'otage du vol 139 d'Air France |
| 11 août 1976      | Istanboul               | Turquie             | 4 morts, 20 blessés          | FPLP |
| 26 septembre 1976 | Damas                   | Syrie               | 4 morts et des blessés       | Prise d'otages d'un hôtel |
| 17 novembre 1976  | Amman                   | Jordanie            | 4 morts et des blessés       | Prise d'otages d'un hôtel |
| 28 avril 1977     | Beer sheva              | Israël              | 28 blessés                   | Bombe |
| 6 juillet 1977    | Petah Tikva             | Israël              | 1 mort, 22 blessés           | Bombe en dessous d'un stand de légumes |
| 29 décembre 1977  | Nétanya                 | Israël              | 2 morts et des blessés       | OLP |
| 14 février 1978   | Jérusalem               | Israël              | 2 morts, 46 blessés          | OLP |
| 19 février 1978   | Jérusalem               | Israël              | 1 mort morts, 1 blessé       | Bombe à l'université hébraïque |
| 11 mars 1978      | Glilot                  | Israël              | 39 morts, plus de 71 blessés | Massacre de la route côtière |
| 26 avril 1978     | Galilée                 | Israël              | 2 morts et des blessés       | Grenade dans un bus de touristes ouest-allemands |
| 20 mai 1978       | Aéroport de Paris-Orly  | France              | 2 morts, 2 blessés           | FPLP |
| 2 juin 1978       | Jérusalem               | Israël              | 6 morts                      | OLP, bombe dans un bus |
| 30 juin 1978      | Jérusalem               | Israël              | 2 morts, 47 blessés          | OLP, dans le marché de Mahané Yehuda |
| 3 août 1978       | Tel Aviv                | Israël              | 1 mort, plus de 40 blessés   | OLP, dans le marché du Carmel |
| 19 novembre 1978  |                         | Cisjordanie         | 4 morts, 37 blessés          | Explosion dans un bus. Le Fatah et le FDLP la revendiquent |
| 21 décembre 1978  | Kiryat Shmona           | Israël              | 1 mort, 10 blessés           | Tir de roquette de l'OLP |
| 13 janvier 1979   | Maalot                  | Israël              | 1 mort, 5 blessés            | Tentative de prise d'un hôtel |
| 18 janvier 1979   | Jérusalem               | Israël              | 21 blessés                   | Attentat à la bombe |
| 29 janvier 1979   | Netanya                 | Israël              | 2 morts, 34 blessés          | OLP |
| 7 mars 1979       | Jérusalem               | Israël              | 12 blessés                   | Double attentat contre des bus au Plaza hôtel |
| 23 mars 1979      | Jérusalem               | Israël              | 1 mort, 13 blessés           | Bombe au square Sion |
| 26 mars 1979      | Lod                     | Israël              | 19 blessés                   | Bombe dans le marché |
| 27 mars 1979      | Tel Aviv                | Israël              | 1 mort, 14 blessés           | Bombe dans le centre-ville |
| 10 avril 1979     | Tel Aviv                | Israël              | 1 mort, 22 blessés           | OLP |
| 22 avril 1979     | Nahariya                | Israël              | 4 morts, 8 blessés           | Infiltration du Fatah |
| 15 mai 1979       | Tibériade               | Israël              | 2 étudiants, 32 blessés      | OLP |
| 24 mai 1979       | Petah Tikva             | Israël              | 3 morts, 13 blessés          | Explosion, les autres bombes sont désactivées |
| 7 juillet 1979    | Kfar Manda              | Israël              | 4 morts, 11 blessés          | Bombes |
| 19 septembre 1979 | Jérusalem               | Israël              | 1 mort, 58 blessés           | Une bombe dans une rue piétonne |
| 7 avril 1980      | Misgav Am               | Israël              | 3 morts, 15 blessés          | Prise d'otage dans une crèche avec des jeunes enfants. Un bébé et la puéricultrice sont tués avant l'assaut de l’armée israélienne durant lequel les cinq terroristes sont tués. |
| 2 mai 1980        | Hébron                  | Israël              | 6 morts, 16 blessés          | 6 Juifs sont tués par des terroristes de l'OLP alors qu'ils sortaient d'un service religieux au Caveau des Patriarches à Hébron. |
| 17 août 1980      | Jaffa                   | Israël              | 1 mort, 8 blessés            | Voiture piégé |
| 24 août 1980      | Jérusalem               | Israël              | 1 mort, 12                   | Attaque à la pompe d'essence |
| 27 juillet 1980   | Anvers                  | Belgique            | 1 enfant tué, 20 blessés     | Attaque contre un groupe d'enfants juifs. |
| 3 octobre 1980    | Paris                   | France              | 4 morts, 46 blessés          | Attentat à la bombe contre une synagogue. |
| 5 octobre 1980    | Givatayim               | Israël              | 3 morts, 7 blessés           | Colis piégé à la poste. L'attentat est revendiqué par l'OLP. |
| 11 janvier 1981   | Gaza                    | Territoire occupé   | 1 mort, 2 blessés            | Grenade jetée contre un taxi |
| 16 avril 1981     |                         | Israël              | 0                            | Infiltration de terroristes en montgolfière |
| 15 juin 1981      | nord d'Israël           | Israël              | 3 morts, 25 blessés          | Attaques de roquettes |
| 29 août 1981      | Vienne                  | Autriche            | 2 morts, + 30 blessés        | Attaque contre la synagogue Stadttempel, lors d'une Bar mitzva. |
| 12 septembre 1981 | Jérusalem               | Israël              | 1 mort, 28 blessés           | Grenades jetée sur des touristes italiens |
| 20 octobre 1981   | Anvers                  | Belgique            | 3 morts, 106 blessés         | Attentat contre une synagogue,. |
| 9 août 1982       | Paris                   | France              | 6 morts, 22 blessés          | Attentat de la rue des Rosiers. |
| 18 septembre 1982 | Bruxelles               | Belgique            | 4 morts                      | Attaque contre la synagogue, rue de la Régence |
| 9 octobre 1982    | Rome                    | Italie              | 1 mort, 37 blessés           | Attaque contre la grande synagogue. Les terroristes ouvrent le feu, tuent un enfant de deux ans et blessent 37 personnes. |
| 11 novembre 1982  | Tyr                     | Liban               | 89-103 morts, 55 blessés     | Attaque suicide contre le quartier général de l'armée israélienne |
| 8 janvier 1983    | Tel Aviv                | Israël              | 12 blessés                   | Grenade jetée dans un bus |
| 1er juillet 1983  | Hébron                  | Israël              | 1 mort et des blessés        | Attaque au couteau contre des Américains |
| 4 novembre 1983   | Tyr                     | Israël              | 60 morts, 40 blessés         | Seconde attaque contre le quartier général de l'armée israélienne |
| 6 décembre 1983   | Jérusalem               | Israël              | 6 morts, 43 blessés          | Attentat à la bombe dans un bus |
| 28 février 1984   | Jérusalem               | Israël              | 21 blessés                   | 2 grenades jetées dans un magasin |
| 8 mars 1984       | Ashdod                  | Israël              | 3 morts, 9 blessés           | Attaque contre un bus |
| 2 avril 1984      | Jérusalem               | Israël              | 48 blessés                   | Fusillade dans un centre commercial |
| 12 avril 1984     | Sud d'Israël            | Israël              | 1 mort, 8 blessés            | Prise d'otages du bus 300 |
| 19 avril 1985     | Jérusalem               | Israël              | 1 mort et des blessés        | Fusillades |
| 15 juillet 1983   | Hébron                  | Cisjordanie         | 1 mort                       | Un étudiant de 19 ans d'une école talmudique meurt après avoir été poignardé par un terroriste palestinien dans le marché. |
| 22 juillet 1985   | Copenhague              | Danemark            | 1 mort et 27 blessés         | Attentats à la bombe contre une synagogue, une garderie et une maison de repos juives. Ils sont revendiqués de Beyrouth par le Jihad islamique. |
| 23 juillet 1985   | Beit Shemesh            | Israël              | 2 morts, des blessés         | Attaque par deux terroristes |
| 1er août 1985     | Mer Méditerranée        |                     | aucune                       | Prise d'otages d'une famille belgo-française |
| 6 septembre 1985  | Jérusalem               | Israël              | 1 mort et des blessés        | Bombe dans un marché |
| 25 septembre 1985 | Larnaca                 | Chypre              | 3 morts                      | Attaque contre un yacht de touristes israéliens, un jour de Kippour, |
| 5 octobre 1985    | Ras Burqa, Sinaï        | Israël              | 8 morts, 4 blessés           | Attaque contre une famille israélienne, motif controversé |
| 6 octobre 1985    | Jérusalem               | Israël              | 3 morts et des blessés       | Fusillades |
| 7-10 octobre 1985 | côte égyptienne         |                     | 1 mort                       | Détournement du navire de croisière Achille Lauro par Abu Abbas, OLP |
| 23 novembre 1985  |                         | Malte               | 60 morts, 27 blessés         | Détournement du vol 648 d'EgyptAir d'Athènes en direction du Caire par l'organisation Abou Nidal (Fatah-CR) ; les passagers occidentaux et israéliens sont séparés des autres puis massacre final : 56 (des 86) passagers, et 2 (des 6) membres d'équipage de 14 nationalités tués. Ce détournement l'un des incidents les plus meurtriers de l'histoire,.                                                      |
| 27 décembre 1985  | Rome et Vienne          | Italie et Autriche  | 18 morts, 115 blessés        | Attaque dans des aéroports européens. |
| 2 avril 1986      | En vol                  | Vol de Rome         | 4 morts, 9 blessés           | Une bombe explose durant le vol TWA 840, allant de Rome vers Athènes : 4 passagers américains, dont un bébé sont aspirés hors de l'appareil au travers du trou causé à la carlingue par l'explosion. L'organisation Abou Nidal semble responsable ; des cellules révolutionnaires arabes revendiquent l’attentat..                                                                                              |
| 26 juin 1986      | aéroport de Madrid      | Espagne             | 13 blessés                   | Bombe déposée par un terroriste palestinien du Fatah explose durant l'embarquement des passagers d'un vol El Al,. |
| 5 septembre 1986  | Karachi                 | Pakistan            | 21 morts, 120 blessés        | Détournement du vol 73 de la Pan Am par quatre terroristes palestiniens du groupe Fatah-Conseil révolutionnaire qui prennent en otage les 379 passagers et tuent aléatoirement 20 passagers,. |
| 6 septembre 1986  | Istanbul                | Turquie             | 22 morts                     | Attaque contre la synagogue Neveh Shalom |
| 25 novembre 1987  | Nord d'Israël           | Israël              | 6 soldats tués, 8 blessés    | Infiltration de deux terroristes |
| 7 mars 1988       | Désert du Néguev        | Israël              | 3 morts, 8 blessés           | « Attaques du bus des mères », prise d'otages de travailleuses de la centrale nucléaire de Dimona |
| 11 mai 1988       | Nicosie                 | Chypre              | 2 morts                      | Un terroriste palestinien du groupe Fatah-Conseil révolutionnaire commet un attentat-suicide près de l'ambassade israélienne tuant deux cypriotes, une femme brulée vive dans son véhicule et un passant. |
| 11 juillet 1988   | Athènes                 | Grèce               | 11 morts, 98 blessés         | Attaque contre le bateau touristique City of Poros |
| 20 août 1988      | Haïfa                   | Israël              | 25 blessées                  | Une grenade lancée dans un centre commercial par un terroriste palestinien |
| 21 mars 1989      | Tel Aviv                | Israël              | 2 morts, 1 blessé            | Attaque au poignard lors de la festivité de Pourim |
| 6 juillet 1989    | Proche de Kiryat-Yéarim | Israël              | 16 morts, 27 blessés         | Un terroriste prend contrôle du volant et plonge un bus dans un ravin |
| 4 février 1990    | Proche du Caire         | Égypte              | 9 morts, 17 blessés          | Attaque contre un bus de touristes israéliens |
| 5 novembre 1990   | New York                | États-Unis          | 1 mort, 2 blessés            | Assassinat du rabbin et politicien Meir Kahane |
| 26 novembre 1990  | Ein Netafim             | Israël              | 4 morts, 27 blessés          | Attaque de gardes-frontières égyptiens, au nom du Jihad islamique palestinien |
| 24 mai 1992       | Bat Yam                 | Israël              | 1 mort                       | Meurtre de Helena Rapp, 15 ans, sur la route de l'école par le Jihad islamique palestinien. Sa mort entraîne des émeutes. |
| 16 avril 1993     | Mehola                  | Vallée du Jourdain  | 1 mort, 9 blessés            | Premier attentat-suicide à la voiture piégée |

### Liste non exhaustive d'attentats dès avant la création d'Israël jusqu'en 1967
Chiffres selon le Ministère des affaires étrangères d'Israël.
| Date              | Lieu                                                           | Victimes               | Événements                                                                                  |
| ----------------- | -------------------------------------------------------------- | ---------------------- | ------------------------------------------------------------------------------------------- |
| Février 1951      | Jérusalem                                                      | 1 mort                 | Jamil Muhammad Mujarrab, viole et tue une fille israélienne                                 |
| 1er janvier 1952  | Jérusalem                                                      | 1 mort                 | Sept terroristes attaquent une fille de 19 ans dans sa maison : viol, mutilation et meurtre |
| 7 juin 1953       | Sud de Jérusalem                                               | 1 mort, trois blessés  | Quatre jeunes se font tirer dessus                                                          |
| 9 juin 1953       | Fermes à Lod et à Hadera                                       | 1 mort, des blessés    | Attaques à la grenade et à l'arme à feu contre deux maisons                                 |
| 11 juin 1953      | Kfar Hess                                                      | 2 morts                | Couple assassiné à son domicile                                                             |
| 12 octobre 1953   | Yehoud                                                         | 3 morts                | Une grenade est lancée dans une maison, tuant une mère et ses deux enfants                  |
| 17 septembre 1954 | Maale Akrabim                                                  | 12 morts, 2 blessés    | Embuscade d'un autobus et meurtre des passagers                                             |
| 2 janvier 1955    | Désert de Judée                                                | 2 morts                | Meurtre de deux promeneurs                                                                  |
| 24 mars 1955      | Fermes de Patish                                               | 1 mort, 8 blessés      | Les terroristes ouvrent le feu et lancent des grenades lors d'un mariage                    |
| 29 août 1955      | Beit Hanan                                                     | 4 morts, 10 blessés    | Attaques contre des agriculteurs                                                            |
| 7 avril 1956      | Ashkelon, proche du kibboutzim Givat Haim, Nitsanim et Ketziot | 4 morts et des blessés | Meurtre d'un résident et attaques sur les routes                                            |
| 11 avril 1956     | Shafrir                                                        | 3 morts, des blessés   | Des terroristes ouvrent le feu sur des enfants dans la synagogue                            |
| 29 avril 1956     | Nahal Oz                                                       | 1 mort                 | Meurtre de Roï Rotenberg                                                                    |
| 16 août 1956      | Autoroute 90, près de Be'er Menucha                            | 4 morts, 3 blessés     | Embuscade des fedayins contre le bus Egged 391                                              |
| 12 septembre 1956 | Ein Ofarim                                                     | 3 morts                | Gardes druzes tués                                                                          |
| 23 septembre 1956 | Kibboutz Ramat-Rachel                                          | 4 morts, 6 blessés     | Tirs sur des archéologues                                                                   |
| 24 septembre 1956 | Aminadav                                                       | 1 mort                 | Meurtre d'une fillette                                                                      |
| 4 octobre 1956    | Sdom                                                           | 5 morts, 1 blessé      | Des ouvriers sont tués, dont un ingénieur américain                                         |
| 9 octobre 1956    | Neve Hadassah                                                  | 2 morts                | 2 agriculteurs tués                                                                         |
| 8 novembre 1956   | Sur les routes                                                 | 6 blessés              | Attaque contre un train et des voitures                                                     |
| 18 février 1957   | Kibboutz Nir Yitshak                                           | 2 morts                | Tués par la pose de mines                                                                   |
| 8 mars 1957       | Kibboutz de Beit Govrin                                        | 1 mort                 | Un berger tué                                                                               |
| 16 avril 1957     | Kibboutz Mesilot                                               | 1 mort                 | Garde tué                                                                                   |
| 20 mai 1957       | Région de la Arava                                             | 1 mort                 | Un travailleur est tué dans son camion                                                      |
| 29 may 1957       | Kibboutz Kissoufim                                             | 1 mort, deux blessés   | Tracteur qui saute sur une mine                                                             |
| 23 août 1957      | Kibboutz de Beit Govrin                                        | 2 morts                | Deux gardes d'une installation d'eau                                                        |
| 21 décembre 1957  | Kibboutz Gadot                                                 | 1 mort                 | Un habitant tué dans les champs                                                             |
| 11 février 1958   | Yanon                                                          | 1 mort                 | Un habitant en direction d'un autre village                                                 |
| 5 avril 1958      | Tel Lakish                                                     | 2 morts                | Embuscade et lynchage.                                                                      |
| 22 avril 1958     | Eilat                                                          | 2 morts                | Deux pêcheurs tués                                                                          |
| 26 mai 1958       | Jérusalem                                                      | 4 morts                | Officiers de police tués                                                                    |
| 17 novembre 1958  | Jérusalem                                                      | 1 mort                 | Assassinat d'un représentant britannique                                                    |
| 3 décembre 1958   | Kibboutz Gonen                                                 | 1 mort, 31 blessés     | Berger tué et tir d'artillerie                                                              |
| 23 janvier 1959   | Kibboutz Lehavot Habasan                                       | 1 mort                 | Berger tué                                                                                  |
| 1er février 1959  | Zavdiel                                                        | 3 morts                | Mine terroriste                                                                             |
| 15 avril 1959     | Kibboutz Ramat Rahel                                           | 1 mort                 | Garde tué                                                                                   |
| 27 avril 1959     | Massada                                                        | 2 morts                | Promeneurs                                                                                  |
| 3 octobre 1959    | Kibboutz Heftziba                                              | 1 mort                 | Berger tué                                                                                  |
| 26 avril 1960     | Sud d'Ashkelon                                                 | 1 mort                 | Meurtre                                                                                     |
| 16 mai 1966       | Almagor                                                        | 2 morts                | Mine terroriste                                                                             |
| 13 juillet 1966   | Almagor                                                        | 3 morts                | Mine terroriste                                                                             |

## Attentats contre les diplomates israéliens
Liste basée sur le ministère des Affaires étrangères d'Israël
| Année | Villes                                    | Pays                                            | événements |
| ----- | ----------------------------------------- | ----------------------------------------------- | --- |
| 1969  | La Haye et Bonn                           | Pays-Bas, Allemagne                             | Attaques à la bombe et à la grenade contre les ambassades, ainsi qu'à l'aéroport de Bruxelles                                                                          |
| 1970  | Asuncion                                  | Paraguay                                        | Deux Palestiniens ouvrent le feu dans le consulat israélien tuant un employé                                                                                           |
| 1971  | Istanbul                                  | Turquie                                         | Le consul israélien, Efraim Elrom est assassiné |
| 1972  | Bruxelles, Londres et Bangkok             | Belgique, Royaume-Uni et Thaïlande              | Un employé de l'ambassade agressé, assassinat d'un représentant et prise d'otages                                                                                      |
| 1973  | Washington                                | États-Unis                                      | Assassinat d'un attaché à l'ambassade |
| 1979  | Lisbonne                                  | Portugal                                        | Tentative d'assassinat de l'ambassadeur Ephraim Eldar, un garde tué et trois blessés                                                                                   |
| 1981  | Vienne et Athènes                         | Autriche et Grèce                               | Attaque à l'explosif contre l'ambassade et contre la mission diplomatique                                                                                              |
| 1982  | Paris, Londres, La Valette, Quito, Sydney | France, Royaume-Uni, Malte, Équateur, Australie | Assassinat d'un attaché à l'ambassade, l'ambassadeur Shlomo Argov mort de ses blessures, tentative d'enlèvement, attentat à la bombe contre l'ambassade et le consulat |
| 1984  | Le Caire, Colombo et Nicosie              | Égypte, Sri Lanka, Chypre                       | Attentat à l'arme à feu, à l'explosif et à la voiture piégée |
| 1985  | Le Caire                                  | Égypte                                          | Employé de l'ambassade tué |
| 1986  | Le Caire                                  | Égypte                                          | Attentat contre une voiture de l'ambassade, un mort et trois blessés                                                                                                   |
| 1988  | Manille et Nicosie                        | Philippines et Chypre                           | Explosifs et voiture piégée (des policiers sont tués) |
| 1992  | Ankara et Buenos Aires                    | Turquie et Argentine                            | Assassinat d'un diplomate et attentat à la bombe contre l'ambassade (28 morts et 300 blessés)                                                                          |
| 1994  | Bangkok et Londres                        | Thaïlande et Royaume-Uni                        | Tentative d'attentat au camion et attentat à la bombe |
| 1997  | Amman                                     | Jordanie                                        | Gardes de l'ambassade blessés |
| 1998  | Bruxelles                                 | Belgique                                        | Grenade neutralisée |
| 1999  | Berlin                                    | Allemagne                                       | Attaque du consulat par une centaine d'émeutiers armés et tentative de prise d'otage et de saisie d'armes à feu.                                                       |
| 2004  | Tachkent                                  | Ouzbékistan                                     | Attentat à la bombe contre l'ambassade |
| 2008  | Nouakchott                                | Mauritanie                                      | Attaque par des Jihadistes |
| 2011  | Le Caire                                  | Égypte                                          | Des émeutiers envahissent l'ambassade |
| 2012  | New Delhi, Tbilissi et Bangkok            | Inde, Géorgie et Thaïlande                      | Bombes sous les voitures des ambassades |
| 2017  | Amman                                     | Jordanie                                        | Garde de l'ambassade poignardé |
| 2021  | New Delhi                                 | Inde                                            | Bombe de basse intensité à l'extérieur de l'ambassade, |

## Liste d'attentats de terrorisme international
Cette liste reprend des attentats de terrorisme international commis par des individus palestiniens, ou lié à cette cause :
| Date               | événements |
| ------------------ | --- |
| 22 février 1972    | Cinq terroristes palestiniens détournent le vol Lufthansa 594 reliant New Delhi à Athènes, à l'aide de grenades, de dynamite et de pistolets. Ils ont exigé la libération des assassins de Wasif Tell et des meurtriers de Septembre noir de cinq travailleurs jordaniens à Cologne le 6 février 1972. Le groupe s'est appelé l'Organisation pour les victimes de l'occupation sioniste, l'Organisation pour la résistance aux sionistes. Dans une lettre, les terroristes ont menacé de faire exploser l'avion avec ses passagers si 5 millions de dollars n'étaient pas versés rapidement. Les Allemands de l'Ouest payent la rançon le 25 février. |
| 13 octobre 1977    | Deux pirates de l'air de l'Organisation de lutte contre l'impérialisme mondial détournent le vol Lufthansa 181, de l'île de Majorque à Francfort exigeant la libération de 11 terroristes dans les prisons ouest-allemandes et deux terroristes palestiniens détenus dans les prisons turques. Lorsqu'ils sont arrêtés ils crient « la Palestine vivra ». |
| 3 mars 1974        | Deux pirates de l'air d'un vol British Airways de Bombay à Londres, exigent la libération des terroristes de Septembre noir. Ils avaient revendiqué leur adhésion à l'Armée de Libération de Palestine, mais plus tard, l'Organisation de la Jeunesse Nationaliste Arabe pour la Libération de la Palestine a revendiqué l'attentat. L'un des deux terroristes palestiniens, Adnan Ahmad Nuri, a ensuite refait surface le 26 octobre 1974, rejoints par deux criminels néerlandais et un autre terroriste arabe, pour prendre en otage 22 personnes à la chapelle de la prison de Scheveningen, aux Pays-Bas.                                        |
| 18 avril 1974      | Saleh Abdalla Sariya et des membres de l'Organisation de libération islamique attaquent l'Académie technique militaire du Caire tuant 11 personnes et en blessant 27. Sariya était un assassin politique depuis 1960, et était parrainé par le grand-mufti Haj Amin al-Hasaini. Il avait également été membre du Parti communiste jordanien, des Frères musulmans, du Parti de la libération islamique et de nombreuses organisations palestiniennes. |
| 16 juin 1976       | L'ambassadeur américain à Beyrouth, Francis E. Meloy Jr. (en), le Premier secrétaire Robert Waring et le chauffeur libanais sont assassinés par Muhammad Miqdad Tawﬁq Faruq lié au Front populaire de libération de la Palestine. |
| 13 juillet 1979    | Quatre membres du groupe terroriste Aigles rouges de la révolution palestinienne prennent d'assaut l'ambassade d'Égypte à Ankara. Le 23 décembre 1980, ils sont condamnés à mort par le tribunal pénal d'Ankara. |
| juillet 1980       | - Le terroriste palestinien Sa’id Nasir, qui commet un attentat contre des écoliers juifs à Anvers (Belgique) en 1982, avec un enfant mort et de nombreux blessés, est libéré en janvier 1991, Sa libération avait été demandée lors du détournement de navire de Silko qui a débuté le 8 novembre 1987 en Méditerranée. |
| 24 juillet 1980    | Deux frères palestiniens lourdement armés ont détourné un B737 de la compagnie aérienne Kuwait Airlines reliant Beyrouth au Koweït, en exigeant entre 750 000 et 2,7 millions de dollars. |
| novembre 1981      | Des terroristes du Front populaire pour la libération de la Palestine ciblent le président américain Ronald Reagan et des hauts fonctionnaires du gouvernement américain. |
| 4 juillet 1982     | Le palestinien Ahmad 'Attiyah Ahmad' Abdallah est condamné par l'État du Koweït à 15 ans pour contrebande de 100 kilogrammes d'explosifs pour « un acte de sabotage dans le pays ». |
| 11 août 1982       | Mohammed Rashid est condamné dans le cadre de l'explosion du Pan Am 830 d'Honolulu à Tokyo qui a tué un adolescent japonais et blessé 15 autres passagers. |
| 29 mai 1984        | Six membres d’al-Saiqa sont arrêtés à Chypre pour la fusillade d’Abdullah Ahmed Sulieman Saadi, un ex-membre palestinien de la Saiqa qui avait fait défection pour l’Organisation de libération de la Palestine. |
| 12 juillet 1985    | Deux Palestiniens sont arrêtés par la police espagnole pour avoir comploté pour faire sauter l'ambassade syrienne à Madrid, membres de la Force 17 qui faisait partie du Fatah. La police a retrouvé 12 kilogrammes d'explosifs. |
| 26 avril 1985      | Jamil Ahmadi, un Palestinien de l’organisation des Martyrs de Tal Za’Tar, organise l'attentat contre le bureau de la Libyan Arab Airlines à Genève, l'attentat à la bombe le même jour contre la voiture d'Ahmad Saqr, chargé d'affaires syrien auprès des Nations unies et le placement d’une bombe dans la voiture d’Abd al’Wahab Barakat, diplomate syrien et neveu du président syrien. |
| 27 décembre 1985   | Quatre terroristes du groupe martyrs de Palestine, tirent avec des kalachnikovs et lancent des grenades dans le terminal de l’aéroport de Rome Fiumicino. |
| 5 avril 1986       | Deux Palestiniens, avec l'aide de la femme allemande de l'un, mènent un attentat contre la discothèque La Belle de Berlin, fréquentée par des militaires américains, qui fait 4 morts et 229 blessés. Les services secrets libyens de Mouammar Kadhafi sont également mis en cause. |
| 5 septembre 1986   | Les cellules révolutionnaires libyennes et l'organisation des soldats de Dieu, le groupe Martyr Zul ﬁ kar Ali Bhutto, détournent le vol 73 de la Pan Am à l'aéroport de Karachi, pour libérer les prisonniers palestiniens et faire écraser l'avion sur une ville en Israël. Cet attentat coûte la vie à 20 passagers et une hôtesse de l'air. |
| 22 juillet 1987    | Ishmail Hassan Sowan, un Jordanien servant d'assistant de recherche de l'Organisation de libération de la Palestine (OLP) est arrêté le 17 août 1987 par la police anglaise, lors du raid en relation avec le meurtre d'Ali Naji Awad al-Adhami, caricaturiste politique palestinien, le 22 juillet. Ils ont saisi 30 kilogrammes d'explosifs de haute qualité, des grenades, des munitions et des détonateurs et des horloges pour fabriquer des bombes. |
| 15 mai 1988        | Cinq terroristes Palestiniens prennent d'assaut l'hôtel Acropole (en) à Khartoum, tuant huit personnes dont un couple britannique et leurs deux enfants,. |
| octobre 1988       | L'Allemagne de l'Ouest arrête 15 terroristes du Front populaire pour la libération de la Palestine-Commandement terroriste général. En juillet 1990, la Suède libère de prison et expulse 11 Palestiniens, dont des suspects d'attentats. |
| 27 octobre 1988    | 3 membres présumés du Front populaire de libération de la Palestine, commandement général (FPLP-GC), sont arrêtés en Allemagne de l'Ouest le 27 octobre 1988, condamnés pour meurtre conjoint et autres crimes ainsi que des accusations d'avoir organisé des attaques contre des trains militaires américains en août 1987 et le 26 avril 1988. |
| 21 décembre 1988   | Muhammad Abu Talib, lié à l'attentat du 21 décembre 1988 à Lockerbie contre le vol Pan Am 103 dans lequel 270 personnes sont mortes, était l'un des 15 membres du FPLP-CG arrêté le 18 mai 1989 en Suède. Le 21 décembre 1989, il a été reconnu coupable de meurtre et de destruction grave et condamné pour avoir lancé deux bombes à Copenhague en juillet 1985 contre la synagogue et contre le bureau de Northwest Orient Airlines dans lequel une personne a été tuée et plusieurs autres blessées. |
| 22 juin 1989       | Le citoyen américain Chris George, directeur du Save the Children Fund à Gaza est enlevé par deux Palestiniens. Ils demandent la libération de Mutawkil Taha, en-tête de l'Association des écrivains arabes. |
| juillet 1989       | Le cheikh Salman al-Sabah, prince koweïtien et neveu du roi, et sa fille de 12 ans sont enlevés à Manille par deux Palestiniens. |
| 1er février 1990   | Adli Yusuf, membre de la mission diplomatique de l’Organisation de libération palestinienne à Nicosie, est arrêté le 1er février 1990, à la suite d’une poursuite policière après que lui et un autre individu ont été impliqués dans une fusillade nocturne impliquant des mitrailleuses dans la région d’Ayios Dhometios, à Nicosie, alors vendeur d'héroïne et de haschich. |
| 21 mai 1990        | Un Palestinien attaque avec un couteau et un pistolet, deux bus transportant 35 touristes français qui étaient sur le point de visiter l'amphithéâtre romain d'Amman, blessant le chauffeur de bus jordanien et 9 touristes. |
| 1990               | Mohammed Boudia, un chef terroriste algérien, militant du FPLP, recrute des jeunes femmes pour sa cause, dont Evelyne Barges qui pose des bombes à retardement sur les installations pétrolières à Rotterdam. |
| 16 avril 1991      | Jamal Warrayat, un Palestinien de Jordanie et un citoyen américain naturalisé qui, le 16 avril 1991, est condamné pour avoir menacé le président américain George H. W. Bush d'attentat. |
| 19 avril 1991      | Mahir ‘Arafat, un étudiant palestinien est arrêté le 2 mai en relation avec l'explosion d'un colis piégé le 19 avril 1991, qui a tué sept personnes dans les bureaux de l'Air Courier Service, à Patras en Grèce. |
| 1er septembre 1992 | Mohammad Ahmad Ajaj, un réfugié palestinien est arrêté aux États-Unis à l'aéroport international John F. Kennedy, transportant des manuels de fabrication de bombes, dont les empreintes de doigts de Ramzi Ahmed Yusuf. Il était membre du Fatah et avait ensuite rejoint le Jihad islamique palestinien, s'entraînant dans un camp jihadiste au Pakistan. |
| 1992               | Le groupe Shabab al-Nafir al-Islami tente d'attaquer les ambassades américaines, britanniques et françaises en Jordanie, mais est arrêté par la police jordanienne. Le groupe bénéficiait du soutien ﬁnancier du Front populaire de libération de la Palestine - Commandement général. |
| 24 juin 1993       | Le palestinien Mohammad Saleh et d'autres islamistes sont arrêtés par le FBI et accusé de projeter de bombarder le bâtiment du siège de l'ONU à Manhattan; 26 Federal Plaza, qui comprend le siège du FBI local et d'autres agences; le quartier des diamants de la 47e rue, qui est principalement géré par des juifs orthodoxes; et les tunnels Lincoln et Holland reliant Manhattan au New Jersey; et la planification d'assassiner le sénateur Alfonse M. D’Amato (R-NY), le député Dov Hiking, un législateur juif orthodoxe de Brooklyn, le secrétaire général de l’ONU Boutros Boutros-Ghali et le président égyptien Hosni Moubarak.          |
| 29 janvier 1994    | - Le Palestinien Yusuf Mahmud Sha’ban confesse le 29 janvier, pour le meurtre à Beyrouth du premier secrétaire jordanien Naeb Umran Maaitah. |
| 1er mars 1994      | Un terroriste palestino-libanais tue à Brooklyn, un étudiant de Yeshiva et en blesse trois. |
| 3 septembre 1996   | Nazir Abdullah, un Palestinien qui prétendant détenir une bombe détourne un avion bulgare depuis le Liban avec à son bord 150 passagers. Il demande l'asile politique en Norvège. |
| 24 février 1997    | Un Palestinien ouvre le feu sur l'Empire State Building à New York, tuant un touriste danois et blessant six personnes avant de se suicider. Dans sa lettre, il affirme vouloir se venger des ennemis du peuple palestinien. |
| 31 juillet 1997    | Un Palestinien est arrêté par la police de New York et des agents fédéraux qui ont saisi cinq bombes puissantes prévues pour faire sauter les installations de transport, y compris le système de métro de New York. |
| mars 1997          | Aux États-Unis, de nombreuses personnes sont arrêtées en liens avec le financement de groupes terroristes palestinien. En mars 1997, la police de l'état de Virgine démantèle un réseau de soutien au terrorisme des groupes Hamas et d'Al Quaeda, dirigé par les frères Joseph Abed et Abed Jamil Abdeljalil, tous deux Palestiniens d'El Bireh. |
| novembre 2000      | Un Palestinien est arrêté au Paraguay après avoir menacé de bombarder les ambassades américaine et israélienne à Asuncion. |
| 3 janvier 2000     | Le Palestinien Ahmad Raja Abu Kharuba, tire quatre grenades propulsées par roquettes à Beyrouth visant des Russes. Un policier libanais est mort dans un autre incendie et sept personnes ont été blessées. Il portait une note dans sa poche disant qu'il voulait être un « martyr pour la Tchétchénie ». |
| 6 octobre 2001     | Un Palestinien Ayman bin Mohammed Amin Saeed Abu Zanad, déclenche une bombe à Khobar, en Arabie saoudite, tuant un deux Philippins. Le 14 novembre, le ministère saoudien de l'Intérieur déclare qu'il est le premier terroriste palestinien dans le pays. |
| 28 octobre 2002    | Le dirigeant palestinien fugitif du Fatah Al-islam, Shakir al-Abssi, est condamné à mort avec Abu Musab al-Zarqawi, chef décédé d'Al-Qaïda en Irak, pour l'assassinat de Laurence Foley le 28 octobre, un administrateur principal de l'Agence américaine pour le développement en Jordanie. |
| 2002               | Le Palestinien Adham Amin Hassoun, était le fondateur de la section de Floride de la Benevolence International Foundation, qui a financé Al-Qaïda. Il est accusé de tentative de détourner un appareil radioactif, possession d'armes illégales, soutien financier au djihadisme mondial et recrutement à Al-Qaïda et à d'autres groupes terroristes combattant en Afghanistan, en Tchétchénie, au Kosovo et en Somalie, et pour avoir aidé à Padilla (arrêté le 8 mai 2002, dans l'affaire de la «bombe sale») |
| 23 avril 2002      | 11 membres du groupe palestinien al-Tawhid sont arrêtés en Allemagne alors que le groupe planifiait des attaques terroristes sur son territoire. Le groupe était à ce stade impliqué dans la falsification de passeports et de documents de voyage, la collecte d'argent et la contrebande. |
| 15 octobre 2003    | Quatre djihadistes palestiniens posent une bombe sous un convoi diplomatique américain dans la bande de Gaza, qui tue trois Américains. |
| 2004               | Le terroriste Rabei Osman el-Sayed Ahmed est arrêté en 2004 avec le Palestinien Yahia Payumi. Selon le journal italien Corriere della Sera, ils prévoyaient une attaque contre une base de l’OTAN en Belgique. Un autre Palestinien et un Jordanien sont arrêtés comme étant des acolytes de l'attentat de Madrid. |
| 17 avril 2004      | Ahmed Mustafa Ali, un Palestinien servant de policier jordanien en Serbie et au Monténégro, tire sur un convoi des Nations unies composé d'officiers de police internationaux, tuant trois Américains et en blessant onze autres dont un Autrichien. |
| 4 septembre 2006   | Un terroriste Jordanien d'origine palestinienne, ouvre le feu sur des touristes près de l'amphithéâtre romain d'Amman, tuant un touriste britannique et blessant cinq autres touristes et un sergent de la police touristique jordanienne, qui a été touché par deux balles mais qui a néanmoins maîtrisé le tireur. |
| 29 juin 2007       | Mohammed Jamil Abdelqader Asha: 26 ans, un médecin palestinien est arrêté dans le cadre de l'attentat à la bombe le 29 juin 2007, d'une discothèque à Londres et le 30 juin 2007, l'attentat de l'aéroport international de Glasgow. |
| 5 novembre 2009    | En 2009, un Américain palestinien commet un nouvel attentat aux États-Unis, la fusillade de Fort Hood, qui fait 13 morts et est considéré comme le pire attentat depuis le 11 septembre 2001 par les Américains. |

## Cas d'étude

### Périodes particulières

#### De 1949 jusqu'à 1970

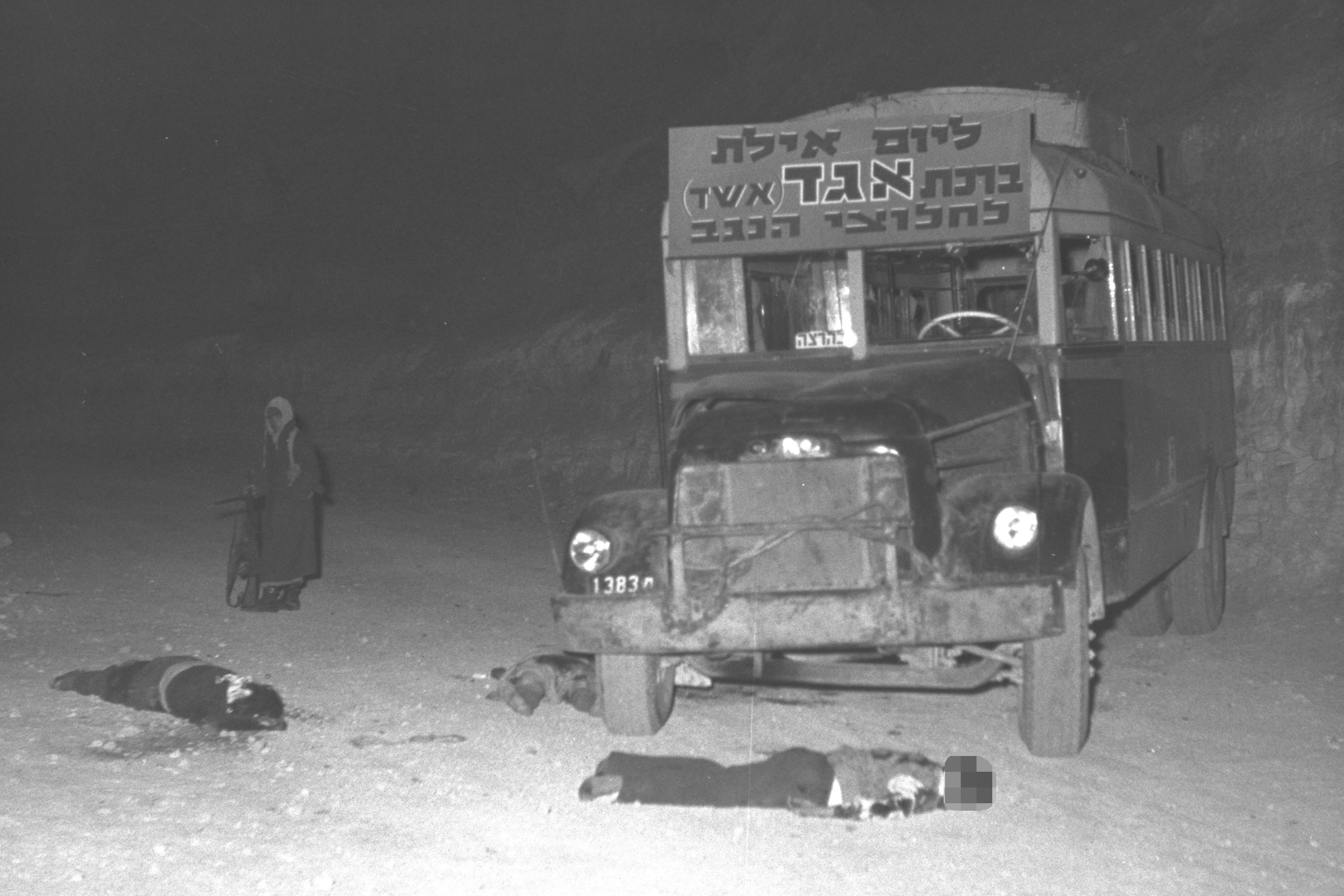
Bus et victimes du massacre de Ma'ale Akrabim

Durant la période de 1949 à 1956, environ 500 Israéliens, dont la moitié de civils ont été tués durant des attaques de Fedayins.
L'attaque la plus meurtrière fut le meurtre de onze civils lors d'une embuscade dans le désert du Negev contre un autobus reliant Tel-Aviv à Eilat le 17 mars 1954,.
Plus de trente israéliens sont tués dans diverses attaques en Israël. En 1964, l'OLP est fondée au Caire et appelle au droit à l’autodétermination des Palestiniens, afin d'atteindre cet objectif, l’Armée de libération palestinienne est constituée avec l'aide des pays arabes. La Charte nationale palestinienne, ou « Charte de l'OLP » demande « la fin de l'existence de l’état d’Israël » et « l’établissement d'un état démocratique en Palestine ». Le Fatah, dirigé par Yasser Arafat, l'un des groupes armés de cette organisation, prend l'ascendant sur les autres et organise des opérations de guérilla contre des soldats et des attaques armées contre des civils qu'elle présente comme des actions de « résistance contre Israël ».
Dans la foulée de la Guerre des Six Jours, les affrontements armés entre la guérilla palestinienne et les forces jordaniennes devinrent un problème majeur pour le Royaume hachémite de Jordanie. Au début des années 1970, sept organisations palestiniennes étaient actives en Jordanie, la plus importante d'entre elles étant le Front populaire pour la libération de la Palestine (FPLP) dirigé par Georges Habache. Basés dans des camps de réfugiés, les Fedayins y instaurèrent un État dans l'État financé et armé par les pays arabes et les pays de l'Est bafouant ouvertement la loi du pays. Initialement, les Fedayins portèrent leurs efforts dans des actions de guérilla et des actes de terreur contre Israël, mais dès 1968, ils concentrèrent leurs efforts dans des tentatives de renversement de la monarchie jordanienne.
Plusieurs affrontements entre les Palestiniens et l’armée jordanienne eurent lieu entre 1968 et 1970. Le roi Hussein de Jordanie fut la cible de plusieurs tentatives de renversement et d'assassinats.[réf. nécessaire]
- 1968 : détournement vers Alger à Rome d'un vol d'El Al par le FPLP d'Habbache, une faction de l'OLP[133]. Cet attentat est considéré comme le premier incident terroriste international moderne[134].

#### Les années 1970
- 6 septembre 1970, des terroristes du FPLP détournent des vols des compagnies SwissAir, TWA, ils sont contraints d’atterrir à la base aérienne d'Azraq connue aussi du nom Dawson Field proche de Zarka en Jordanie, un troisième vol de la Pan Am est détourné, il fait escale à l’aéroport de Beyrouth, neuf autres terroristes embarquent l'avion avec des explosifs puis s'envolent pour le Caire, peu après son atterrissage et l’évacuation des passagers, les charges explosives sont mises à feu détruisant l'appareil. À l’aéroport d'Amsterdam, deux autres terroristes, Patrick Arguello et Leïla Khaled embarquent sur un vol de la compagnie israélienne El Al et le détourne à son décollage. Khaled est maitrisée par des passagers et arrêtée tandis qu'Arguello est blessé mortellement par un agent de la sécurité après qu'il a lancé une grenade qui n'explose pas, et fait feu blessant un membre de l’équipage. Deux autres terroristes avaient été arrêtés avant d'avoir pu embarquer. Le 9 septembre, un cinquième appareil est détourné afin d'obtenir la libération de Khaled, il atterrit lui aussi à Zarka. 125 otages, femmes et enfants, furent transférés à Amman excepté les Américains, les Israéliens, les Suisses et les Allemands de l'ouest. Les terroristes demandèrent aux otages de quelle religion ils étaient, les Juifs furent séparés des autres passagers, un des terroristes déclara à une jeune juive de 16 ans qu'elle était considérée comme « prisonnière politique ». Les pirates revendiquèrent la libération de terroristes dont Khaled et détruisirent les trois avions et transférèrent les otages pour « interrogatoire » dans les camps palestiniens. Dans les jours qui suivirent des combats éclatèrent entre le FPLP et l’armée jordanienne qui libéra les 125 otages d'Amman. Le 11 septembre le roi Hussein ordonna à son armée d’investir les camps et d'en extirper les terroristes. Certains des otages ne furent libérés qu'au bout de deux semaines en échange de Leila Khaled et six autres membres du FPLP[135],[136],[137],[138],[139],[140],[141].
- 16 septembre 1970, des blindés de l'armée jordanienne attaque les quartiers généraux des organisations palestiniennes et intervient le lendemain dans les camps palestiniens et les bombarde. Au bout de dix jours de pilonnages, les camps sont rasés, le bilan des combats est de 5 000 à 10 000 morts du côté palestinien selon eux et 3 000 selon les jordaniens, Yasser Arafat a avancé le chiffre de 25 000 tués[142],[143].

Les opérations militaires menées par la Jordanie contre les organisations palestiniennes sont nommées « Septembre noir ». Ce nom a été adopté par l'organisation terroriste qui s'est rendue célèbre en effectuant la prise d'otages des Jeux olympiques de Munich.
En novembre 1971, l'organisation Septembre noir issue du Fatah, est responsable de l'assassinat au Caire du Premier ministre jordanien Wasfi Tall, en décembre d'une tentative d'assassinat de l'ambassadeur jordanien à Londres est déjouée et de la mort de onze membres de l'équipe olympique israélienne et d'un policier ouest-allemand lors de la prise d'otages des Jeux olympiques de Munich en 1972. Cinq des huit terroristes ont été tués, les trois autres capturés,. L'organisation est toujours placée sur la liste officielle des organisations terroristes de l'Union européenne.
À la suite des événements de septembre 1970 en Jordanie, de nombreux Palestiniens quittèrent le royaume pour s'installer au Liban avec à leur tête Arafat et l'OLP qui obtient l'extraterritorialité des camps palestiniens et le droit de mener des attaques contre le territoire israélien par le gouvernement libanais ce qui leur permet de s'organiser militairement au Liban et d'y créer un État dans l'État. Leur présence exacerba les tensions communautaires. En 1975 éclata la guerre civile libanaise à laquelle prirent part les organisations palestiniennes armées par plusieurs états arabes. Des combats éclatèrent entre les groupes palestiniens qui conduisirent à des massacres réciproques tels que ceux de Karantina par les Chrétiens et de Damour par les Palestiniens qui firent des milliers de victimes de part et d'autre,,.

##### Actions terroristes contre Israëlintraetextra muros, et des Juifs
Durant cette periode, l'OLP et d'autres organisations palestiniennes lancèrent une vague de terrorisme contre Israël à l’intérieur de ses frontières ainsi que dans d'autres pays, ciblant tant des intérêts israéliens que des Juifs :
- 17 mai 1971, le consul général d’Israël à Istanboul, Ephraim Elrom, est assassiné par des Palestiniens et des radicaux turcs[150].

- 30 mai 1972, des membres FPLP et de l’Armée rouge japonaise ouvrent le feu sur des passagers, dont un groupe de pèlerins, dans le terminal de l’aéroport de Lod à Tel-Aviv tuant 26 personnes et blessant 78 autres. L'un des terroristes, le Japonais Kozo Okamoto est capturé, les deux autres tués[151].
- 9 septembre 1972, un diplomate israélien, Dr Ami Sachori, est tué par un colis piégé envoyé par Septembre noir à l'ambassade d’Israël à Londres, sept autres furent interceptés ainsi qu'à l'ambassade israélienne à Paris[152].
- 5 août 1973, deux terroristes de Septembre noir ouvrent le feu et lancent des grenades dans une salle de transit de l’aéroport d’Athènes dans laquelle se trouvent plus de 1 500 passagers tuant trois personnes et en blessant 55 autres[153].
- 17 décembre 1973, cinq terroristes palestiniens attaquent le comptoir de la compagnie américaine Pan Am à l’aéroport de Rome, tuent 32 personnes et en blessent une cinquantaine, prennent en otage 12 policiers italiens, tuent l'un d'eux et détournent un avion vers le Koweït[154].
- 3 mars 1974, des terroristes de Septembre noir attaquent l'ambassade de l'Arabie saoudite à Khartoum durant une réception, deux diplomates américains et un Belge sont tués[155].
- 11 avril 1974, trois terroristes du FPLP s'introduisent dans la ville de Kiryat Shmona au nord d’Israël, tuent 18 personnes dont des femmes et des enfants et en blessent 16 autres[156].

- 15 mai 1974, trois terroristes du FPLP venant du Liban s'introduisent dans un appartement dans la ville de Ma'alot dans le nord d’Israël où ils tuent un couple et leur enfant de quatre ans, puis attaquent une école dans laquelle ils prennent en otages 105 élèves et 10 enseignants. Durant l’opération de sauvetage menée par l’armée israélienne les terroristes tuent 22 enfants et trois adultes avant d’être neutralisés[157].
- 24 juin 1974, un couple et leur enfant sont tués à Nahariya par des terroristes du groupe Fatah de l'OLP alors qu'ils tentaient de fuir un immeuble que les terroristes en provenance du Liban avaient pris d'assaut après avoir débarqué dans la ville côtière à bord d'un canot pneumatique. Un soldat israélien meurt lors de l'assaut contre les trois assaillants qui furent tués[158].
- 8 septembre 1974, une bombe déposée dans un avion de la compagnie TWA reliant Tel Aviv à New York par des terroristes du groupe palestinien Abou Nidal durant une escale à Athènes explose tuant les 79 passagers et les neuf membres de l’équipage[159].
- 19 novembre 1974, trois terroristes du FPLP venant de Jordanie attaquent un immeuble où résident 75 personnes dans la ville de Beït Shéan en Israël, quatre personnes sont tuées, une vingtaine d'autres dont des enfants sont blessés en sautant par les fenêtres afin de fuir les terroristes qui sont tués[160].
- 20 novembre 1974, des terroristes du groupe Fatah de l'OLP venant de Syrie tuent trois écoliers dans le village de Ramat magshimim dans le Golan[161].
- 30 novembre 1974, des terroristes du groupe Fatah de l'OLP sont capturés après avoir tué un Arabe israélien pensant qu'il s'agissait d'un Juif dans le village de Rehaniya dans le nord d’Israël[161].
- 11 décembre 1974, un terroriste du FPLP jette une bombe dans un cinéma de Tel Aviv tuant deux personnes[161].
- 13 janvier 1975, des terroristes palestiniens, avec Carlos à leur tête, tirent de la terrasse de l’aéroport d'Orly avec un lance-roquettes sur un avion de la compagnie israélienne El Al, mais le ratent. Un avion yougoslave est touché, faisant 3 blessés[162].
- 4 mars 1975, huit terroristes du groupe Fatah de l'OLP venant du Liban, débarquent sur une plage de Tel Aviv, après avoir fait feu dans la rue ils pénètrent dans un hôtel du bord de mer, l’hôtel Savoy, prennent des otages, font exploser une bombe qui détruit une partie de l’hôtel. Huit des otages sont tués, trois soldats israéliens sont tués dont deux durant l'assaut contre les terroristes. Sept d'entre eux seront tués et autre capturé[163].
- 16 juin 1975, quatre terroristes de l'OLP venant du Liban, pénètrent dans une maison du village de Kfar Yuval près de Tibériade, prennent la famille en otage. 2 adultes sont tués avant l'assaut de l’armée israélienne qui se soldera par la mort des terroristes[164].

- 27 juin 1976, un vol Air France d'Athènes à Paris est détourné par quatre terroristes du FPLP et deux Allemands vers Entebbe où les rejoignent trois autres terroristes, les passagers sont débarqués et les 103 Juifs parmi eux sont pris en otages dans le hall de transit du terminal. Les terroristes menacent de les tuer si leur demande de libération de prisonniers palestiniens en Israël n'est pas acceptée. Le gouvernement israélien feint de négocier tout en lançant une opération de sauvetage. Trois passagers furent tués durant l'assaut ainsi que le commandant du commando israélien, une otage britannique juive de 75 ans qui avait été transférée à l’hôpital de Kampala est tuée par la police secrète ougandaise en représailles de la mort d'une cinquantaine de soldats ougandais qui avaient pris part au combat contre le commando israélien[165],[166].

- 11 mars 1978, un autobus circulant sur la route côtière reliant Haïfa à Tel Aviv est pris d'assaut par treize terroristes du groupe Fatah de l'OLP s'étant infiltrés depuis le Liban sur une plage de la côte israélienne. Ils tuent une photographe américaine qui s'y trouvait ainsi que les passagers d'un taxi dont ils s'emparent, puis tuent un enfant se trouvant à bord d'un véhicule roulant sur cette route. Au total 38 civils sont tués dont 13 enfants et 71 personnes sont blessées. Deux terroristes dont une femme sont capturés les neuf autres sont tués[167],[168].
- 20 mai 1978, trois terroristes du FPLP lancent des grenades dans le terminal de l’aéroport d'Orly sur des passagers d'un vol El AL, deux passagers sont tués, les terroristes sont tués lors d'une fusillade avec la police française[161].
- 20 aout 1978, un minibus transportant un équipage d'El Al est attaqué dans le centre de Londres par trois terroristes du FPLP, une hôtesse est tuée, l'un des deux terroristes est tué l'autre capturé[169].
- 19 novembre 1978, jour du premier anniversaire de la visite d'Anouar el-Sadate en Israël quatre personnes sont tuées lors d'une attaque d'un autobus en Cisjordanie revendiquée par le Fatah et le FDPLP[161].

- 22 avril 1979, quatre terroristes du Front de libération de la Palestine venant du Liban à bord de canots pneumatiques dirigés par Samir Kuntar débarquent dans la nuit près de la ville de Nahariya non loin de la frontière libanaise, tuent un policier israélien puis tentent de s'introduire dans un appartement, l'un d'eux est tué par le locataire, ils pénètrent ensuite dans un autre, prennent un père et sa fille de quatre ans en otage, la mère réussit à se cacher avec son bébé de deux ans qui meurt étouffé alors qu'elle essayait de couvrir ses pleurs. Kuntar et les deux autres terroristes amènent leurs otages sur la plage avec pour objectif de les amener avec eux au Liban, un échange de tirs a lieu avec des soldats israéliens, le canot est criblé de balles, Kuntar abat le père à bout portant devant sa fille, puis il fracasse le crane de l'enfant avec une roche. L'un des terroristes est tué, Kuntar et l'autre capturés[170],[171].

#### La periode de la seconde Intifada
Le 22 novembre 2000, une bombe explose près d'un bus à Hadera dans le centre d’Israël, 2 personnes sont tuées et 35 autres personnes sont blessées. L'attentat n'est pas revendiqué mais plus tôt dans la journée la branche militaire du Hamas avait menacé « de porter la mort dans chaque maison israélienne »,.
Cette attaque marque le début d'une vague d'attentats meurtriers en Israël.
Selon le Israel Democracy Institute (en), s'appuyant sur un rapport du Service de sécurité intérieure israélien (Shabak), sur le terrorisme palestinien depuis le début de la deuxième Intifada, du 29 septembre 2000 au 31 décembre 2009, 1 178 personnes ont été tuées et 8 022 autres ont été blessées à la suite d'attentats palestiniens. 790 civils, 328 membres des forces de sécurité, 60 étaient des étrangers. La grande majorité des victimes, 79 %, ont été tuées lors d'attentats des types suivants :
- Attentats-suicides, 516 victimes soit 44 %.
- Mitraillages, 313, soit 26,5 %.
- Attentats à la bombe, 98, 8,3 %
- Voiture piégées, enlèvements, poignardages et meurtres, 251, 21,2 %.

Durant cette période, il y a eu 146 attentats-suicides, la plupart ont eu lieu entre 2001 et 2003. Entre 2004 et 2009 le nombre de ce type d'attentats est en diminution, de 12 en 2004 à aucun en 2009. Selon le Shabak la diminution constante des attentats-suicides est le résultat de la lutte anti-terroriste et de la construction de la barrière de séparation. 159 ont été déjouées en 2004, 50 entre 2005 et 2007, 63 en 2008. Dans le même temps le nombre de victimes décroit de 189 tués en 2002 à 143 en 2003, 55 en 2004, 3 en 2007, une en 2008, aucune en 2009.

#### Depuis 2005
Le 7 avril 2011, le Hamas tire un missile antichar à guidage laser sur un bus scolaire israélien circulant dans le Sha'ar HaNegev, tuant Daniel Viflik, un adolescent de 16 ans, et blessant le chauffeur de bus,.
Le 29 août 2011, à Tel Aviv, un Palestinien conduisant un taxi volé fonce sur des policiers israéliens. Il sort alors de sa voiture et poignarde des passants devant une discothèque qui accueillait ce soir-là plus de 2 000 personnes. Au total, 8 personne sont blessées.
Le 23 septembre 2011, deux Palestiniens ont jeté des pierres sur la voiture dans laquelle se trouvaient Asher Palmer, âgée de 24 ans, et son fils de 1 ans, Yonatan, provoquant la perte du contrôle du véhicule, près de Kiryat Arba, en Cisjordanie. La voiture s'est par la suite retourné, tuant Asher et Yonathan. Les autorités ont d'abord pensé à un accident, la police israélienne a plus tard conclu que les décès étaient le résultat d'une attaque terroriste.
Deux Palestiniens ont été arrêtés et ont admis avoir perpétré l'attaque. Un troisième Palestinien qui a été témoin de l'attaque et a volé les biens provenant du corps d'Asher a été reconnu coupable de vol.
En mai 2014, une jeune femme de 20 ans, Shelly Dadon est retrouvée morte dans une zone industrielle au nord d'Israël.
L’enquête prouvera que c'est le chauffeur de taxi palestinien qui l’emmena a son entretien d'embauche qui l'a assassiné.
Quelques semaines plus tard, un colonel de Tsahal, Sraya Ofer, est assassiné et sa femme blessée. Le couple a été agressé dans sa propriété dans la vallée du Jourdain. L'homme a été tué par deux hommes armés de hache et de barres de fer. 5 Palestiniens ont été arrêtés.
Le lendemain, un Palestinien qui s'était infiltré dans l'implantation de Psagot a tiré sur une fillette israélienne de 9 ans. Deux hommes palestiniens ont été arrêtés pour leur implication dans l'attaque.
Le 12 juin, trois adolescents israéliens sont enlevés puis tués près du Gush Etzion en Cisjordanie entre Bethléem et Hébron par trois membres du Hamas de Hébron tandis qu'ils faisaient de l'auto-stop pour se rendre chez eux.
Le 10 novembre, deux attentats à coups de couteau ont lieu en Cisjordanie à Tel Aviv et dans le Goush Etzion. Un jeune homme et une jeune femme sont tués
Le 21 janvier 2015: treize personnes ont été blessées dont quatre grièvement, lors d'une attaque au couteau perpétrée par un Palestinien de Tulkarem dans le centre de Tel-Aviv. L'homme, âgé de 23 ans, s'en est d'abord pris au conducteur ainsi qu'aux passagers d'un bus 40 avant de le quitter pour frapper des passants au hasard. Il a été blessé par un tir d'un agent pénitentiaire qui se trouvait sur les lieux et a été hospitalisé en attendant de pouvoir être présenté à un juge. L'attaque n'a pas été revendiquée mais un dirigeant du Hamas a salué « une opération héroïque ».
- 1er octobre : meurtre près d'Itamar d'un jeune couple israélien - Eitam et Naama Henkin - en présence de ses quatre enfants[184].

Cette agression marque le début d'une vague de violence qui dure jusqu'en 2016.
Le 8 octobre, douze Israéliens ont été blessés au cours de quatre agressions au couteau ainsi que par des jets de pierre.

### Le cas particulier de Jérusalem
- 4 juillet 1975, un terroriste du groupe Fatah de l'OLP fait exploser un réfrigérateur piégé contenant 15 kg d'explosif dans une rue de Jérusalem, tuant 14 passants et blessant 64 autres, il réussit à prendre la fuite un complice est arrêté[186].
- 20 juin 1978, cinq personnes dont un américain sont tuées et plusieurs autres blessées à Jérusalem par une bombe placée dans un bus par un terroriste palestinien[187].
- 6 décembre 1983, quatre personnes sont tuées, une cinquantaine blessées par l'explosion d'une bombe dans un bus à Jérusalem. L'attentat est d'abord attribué par une agence de presse libanaise favorable à Yasser Arafat à L'OLP. Son porte-parole à Damas a accusé une « faction dissidente » de cette organisation d'en être responsable[188].
- 28 avril 1986, un pèlerin britannique, Paul Appleby, est tué à Jérusalem par un terroriste palestinien du groupe Fatah-Conseil révolutionnaire[189].
- 17 octobre 1986, une Américaine est tuée et 70 personnes blessées par des grenades lancées par des terroristes palestiniens de l'OLP dans le parking du Mur des Lamentations à Jérusalem[190].
- 22 février 1987, un terroriste palestinien de l'OLP lance une grenade près de la porte de Damas dans la vieille ville de Jérusalem, blessant 17 personnes dont 12 policiers[191].
- 6 juillet 1989, un terroriste du Jihad islamique palestinien s'empare du volant d'un autobus reliant Tel-Aviv à Jérusalem et le précipite dans un ravin d'une hauteur d'environ 100 mètres, 16 personnes sont tuées, dont deux Canadiens et un Américain, 17 autres sont blessées, le terroriste a survécu et est emprisonné après avoir été soigné dans un hôpital israélien[192].
- 30 décembre 1994, un terroriste du Hamas se fait exploser près d'un bus à Jérusalem, 13 personnes sont blessées[193].
- 21 aout 1995, un terroriste du Hamas, se fait exploser dans un autobus à Jérusalem, 4 personnes sont tuées et 100 autres sont blessées[194].
- 25 février 1996, un terroriste du Hamas, se fait exploser dans un autobus de ligne 18 à Jérusalem, 26 personnes sont tuées et 48 autres sont blessées[195].
- 3 mars 1996, un terroriste du Hamas, se fait exploser dans un autobus de ligne 18 à Jérusalem, 16 personnes sont tuées et 7 autres sont blessées[196].
- 30 juillet 1997, deux terroristes du Hamas, se font exploser dans un marché à Jérusalem, 8 personnes sont tuées et 150 autres personnes sont blessées[197].
- 4 septembre 1997, trois terroristes du Hamas, se font exploser dans une rue piétonnière à Jérusalem, 4 personnes sont tuées et 180 autres personnes sont blessées[198].
- 2 novembre 2000, un terroriste du Jihad islamique palestinien fait exploser une voiture piégée près d'un marché à Jérusalem, 2 personnes sont tuées[56],[199].
- 9 août 2001, un terroriste du Hamas, se fait exploser dans la pizzeria Sbarro à Jérusalem, 15 personnes sont tuées dont 6 enfants, 90 autres dont des enfants et des bébés sont blessées[200].

- 1er décembre 2001, deux terroristes du Jihad islamique palestinien se font exploser dans une rue piétonnière à Jérusalem ; un peu plus tard, une voiture piégée explose dans une rue où se trouvent de nombreux restaurants, 10 personnes sont tuées et de nombreuses autres blessées[201].
- 2 mars 2002 : Attentat-suicide à Jérusalem-Ouest, 10 tués, outre le terroriste.
- 9 mars 2002 : Attentat-suicide dans un bar de Jérusalem-Ouest, 11 tués, outre le  terroriste.
- 12 avril 2002 : Attentat suicide à Jérusalem-Ouest, 6 tués, outre la terroriste.
- 18 juin 2002 : Attentat-suicide contre un bus à Jérusalem, 19 tués, outre le  terroriste.
- 19 juin 2002 : Attentat-suicide à Jérusalem, 7 tués, outre le  terroriste.
- 31 juillet 2002 : Attentat à la bombe dans une université hébraïque à Jérusalem, 9 tués.
- 21 novembre 2002 : Attentat-suicide contre un bus à Jérusalem-Ouest, 11 tués, outre le  terroriste.
- 18 mai 2003 : Attentat-suicide dans un autobus à Jérusalem-Est, 7 tués, outre le  terroriste.
- 11 juin 2003 : Attentat-suicide contre un bus à Jérusalem-Ouest, 17 tués, outre le  terroriste.
- 19 août 2003 : Attentat-suicide visant un bus à Jérusalem-Ouest, 23 tués, outre le  terroriste.
- 9 septembre 2003 : Attentat-suicide dans un café de Jérusalem, 7 tués, outre le  terroriste.
- 29 janvier 2004 : Attentat-suicide dans un bus à Jérusalem-Ouest, 11 tués, outre le  terroriste.
- 22 février 2004 : Attentat-suicide à bord d'un bus à Jérusalem-Ouest, 8 tués, outre le  terroriste.
- 6 mars 2004 : Attaque à l'arme automatique d'un institut d'études talmudiques de Jérusalem-Ouest, 8 tués.
- 2 juillet 2004 : Un Palestinien attaque à l'aide d'une pelleteuse un autobus et des voitures, 3 tués.
- 6 mars 2008 : 8 étudiants tués dans l'attentat de la yechiva Merkaz Harav
- 2 juillet 2008 : Un Palestinien conduisant un engin de terrassement renverse un bus et des voitures circulant dans le centre de Jérusalem. Trois personnes sont tuées et plus de 40 sont blessées[202]
- 22 juillet 2008 : Un Palestinien conduisant un bulldozer fonce sur un bus Egged et 5 voitures dans le centre de Jérusalem, blessant 16 personnes[203].
- 22 septembre 2008 : Un Palestinien lance son véhicule sur un groupe de soldats en permission dans une rue de Jérusalem, 19 d'entre eux sont blessés[204].
- 23 mars 2011 : Une femme a été tuée et plus de 30 personnes blessées dans un attentat à la bombe[205].
- 4 août 2014 : Attaque terroriste à la pelleteuse, un homme tué[206].
- 22 octobre 2014 : Attentat à la voiture-bélier : un bébé et une femme tués à une station de tramway par une voiture bélier, 7 autres personnes sont blessées[207],[208].
- 29 octobre 2014 un membre du Jihad islamique palestinien tente d'assassiner un militant israélien d’extrême-droite qu'il blesse grièvement[209].
- 5 novembre 2014 : Attentat à la voiture-bélier sur un arrêt du tramway par un terroriste du Hamas : un policier tué, 13 blessés dont plusieurs gravement[210],[211].
- 18 novembre 2014 : Quatre rabbins en prière et un policier druze (venu à la rescousse) sont tués et sept autres personnes blessées à coups de hache, de couteau ainsi qu'avec un pistolet durant un service religieux par deux Palestiniens de Jérusalem-Est dans l'attaque d'une synagogue du quartier ulta-orthodoxe de Har Nof. Le Hamas salue l'attentat[212],[213].
- 15 avril 2015 : un Palestinien renverse 3 garde-frontières israéliens près du mont des Oliviers, avant d'être arrêté[214].
- 20 mai 2015 : un Palestinien blesse légèrement 2 policiers israéliens avant d'être abattu à Jérusalem-Est[215].
- 3 octobre 2015 : deux Israéliens sont tués lors d'attaques au couteau par un Palestinien ensuite abattu par la police[216]
- 13 octobre 2015 : un Palestinien précipite son véhicule sur un arrêt de bus, dans le centre-ville de Jérusalem, avant de poignarder des piétons, tuant l'un d'entre eux et en blessant six autres[217].
- 6 décembre 2015 : un Palestinien tente d’écraser avec son véhicule des passants à Jérusalem puis blesse avec un couteau un autre. Trois personnes sont légèrement blessées, le terroriste est abattu[218].
- 14 décembre 2015 : un Palestinien mène une attaque à la voiture bélier sur un arrêt de bus à Jérusalem, blessant 14 personnes, dont un bébé de 18 mois grièvement. Le terroriste est abattu[219].
- 26 décembre 2015 : un Palestinien tente de poignarder un policier à Jérusalem, avant d'être abattu[220]
- 9 mars 2016 : deux Palestiniens attaquent à la voiture bélier et tirent à l'arme automatique sur des policiers et des passants près de la porte de Damas, blessant grièvement un Palestinien de 50 ans. Les terroristes sont abattus[221].